# 신성 로마 제국
신성 로마 제국은 중앙유럽과 서유럽에서 발달한 다민족 영토복합적 정치 조직체 국가이다. 15세기 이후로 공식 명칭은 독일 민족의 신성 로마 제국이었으며, 일반적으로 신성 로마 황제가 이끌었고 중세 초기에 형성되어 1806년 해체될 때까지 약 800년 이상의 기간 동안 지속되었다.
800년 12월 25일, 교황 레오 3세가 프랑크인의 왕 카롤루스 대제를 로마의 황제로 즉위시키면서, 476년 고대 서로마 제국이 멸망한 지 300여 년이 지난 시점에 서유럽에서 로마의 칭호가 부활했다. 서유럽에서 로마의 칭호는 924년 사라졌으나 962년 오토 1세가 교황 요한 12세를 통해 황제로 즉위하면서 다시 부활하여 자신을 카롤루스와 카롤루스 제국의 후계자로 내세웠으며 이 이후로 800년이 넘는 신성 로마 제국이 시작되었다. 962년부터 12세기까지 신성 로마 제국은 유럽에서 가장 강력한 군주국이었다. 제국 정부의 기능은 황제와 선제후들 간의 협력에 달려 있었는데, 이러한 협력은 잘리어가 동안 서서히 약화되었다. 신성 로마 제국은 13세기 중반 호엔슈타우펜가 치하에서 영토 확장과 권력의 정점에 도달했지만, 과도한 확장으로 인해 부분적인 붕괴가 발생했다.
현재의 학자들은 일반적으로 제국을 구성하는 제도와 원칙들이 점진적으로 발전되었다고 설명한다. 신성 로마 황제라는 직위가 재확립되는 동안, '신성 로마 제국'이라는 용어는 13세기까지 사용되지 않았다. 비록 처음부터 황제의 이론적 정당성은 제국의 이전(Translatio imperii)이라는 개념에 의존했지만, 황제는 고대 로마로부터 계승된 황제의 특권을 갖고 있었다. 그럼에도 신성 로마 제국에서 제국의 직위는 전통적으로 독일의 선제후가 선출했으며, 이론적으로 외교에 있어서 신성 로마 황제는 유럽의 모든 가톨릭 군주들 중에서 가장 높은 직위로 여겨졌다.
서프랑크 왕국의 후신인 프랑스 왕국이 중앙 집권을 향해 발달한 것과 대비되어, 동프랑크 왕국의 후신인 신성 로마 제국에서는 수백 개의 영방국들로 나뉘어져 분권적 제한적 선거군주국으로 발달하였다. 이로 인해 선거를 통해 선출되는 신성 로마 황제의 권력은 제한적이었고 제국 내의 영방군주들은 사실상의 독립적인 지위를 가졌다. 이후 15세기 말부터 16세기 초까지 일어난 제국 개혁의 과정은 제국을 변화시켰고, 19세기 멸망할 때까지 지속된 여러 제도를 만들어냈다. 개혁에도 불구하고, 신성 로마 제국은 프랑스인의 황제 나폴레옹 보나파르트가 프랑스에 충성하는 독일 내 영방국들을 모아 만든 라인 동맹이 설립된 한달 후인 1806년 8월 6일, 신성 로마 황제 프란츠 2세가 그의 직위를 포기하면서 해체되었다.

## 국호와 인식

1510년에 그려진 신성 로마 제국의 상징인 제국 내 국가들의 문장이 담겨진 쌍두수리의 모습.

카롤루스 이후, 제국의 영역은 단순히 '로마 제국'이라고 불렸다. '신성'(라틴어: sacrum, 독일어: Heiliges, 영어: holy)이라는 용어는 1157년 프리드리히 1세 바르바로사 황제가 '신성 제국'(영어: Holy Empire)이라는 국호를 사용하면서 처음으로 등장했다. '신성'이라는 용어는 이탈리아와 교황권을 지배하고자 하는 프리드리히 1세의 야망을 드러내기 위해 추가되었다. '신성 로마 제국'이라는 명칭은 1254년 처음으로 사용된 것으로 확인되었다.
'신성 로마 제국'이라는 정확한 용어는 13세기까지는 사용되지 않았으며, 그 이전에는 '우주 왕국'(universum regnum), '기독교 제국'(imperium christianum), 혹은 '로마 제국'(Romanum imperium) 등으로 불렸다. 그러나 황제의 정당성은 항상 황제가 로마 황제로부터 물려받은 최고의 권력을 가진다는 '제국의 이전'(Translatio imperii)이라는 개념에 달려 있었다.
1512년 쾰른 제국의회의 법령에 따라 제국의 공식적인 국명은 1474년 처음 사용된 '독일인의 신성 로마 제국'으로 변경되었다. 새로운 국명은 제국이 15세기 후반에 남부, 서부 이탈리아와 부르고뉴의 영토 대부분을 잃었었을 뿐만 아니라, 제국 개혁으로 인해 제국을 통치하는 데에 있어 독일의 제국 영지의 새로운 중요성을 강조하기 위해 채택되었다. 헝가리에서 제국을 부르는 명칭 '독일 로마 제국'(헝가리어: Német-római Birodalom)은 이 국명을 줄인 것이다.
18세기 말에는 '독일인의 신성 로마 제국'이라는 국명이 공식적으로 거의 사용되지 않게 되었다. 이 명칭에 대한 전통적인 견해와 여러 연구들의 주장에도 불구하고, 헤르만 바이제르트(Hermann Weisert)는 '독일인'이라는 접두사를 사용하지 않은 사례가 사용한 사례보다 30배 정도 더 많았다고 지적하며 이 국명은 결코 공식적인 지위를 갖지 못했다고 주장한다.

프랑스의 계몽 사상가 볼테르는 신성 로마 제국에 대해 다음과 같은 유명한 문구를 남겼다: 
스스로 신성 로마 제국이라 칭하였고 아직도 칭하고 있는 이 나라는 딱히 신성하지도 않고 로마도 아니며 제국도 아니다.

현대에 신성 로마 제국은 종종 비공식적으로 '독일 제국'(Deutsches Reich), 혹은 '로마-독일 제국'(Römisch-Deutsches Reich) 등으로 불렸다. 독일 제국이 멸망한 이후에는 종종 '구 제국'(das alte Reich)이라고 불렸다. 1923년부터 20세기 초까지, 독일의 민족주의자들과 나치당의 선전에서는 신성 로마 제국을 '제1제국'(Erstes Reich)으로, 독일 제국을 '제2제국'으로, 그리고 '제3제국'이 될 국가를 나치 독일이라고 여겼다.

데이비드 S. 배크러치(David S. Bachrach)는 오토 왕조의 왕들, 특히 하인리히 1세와 오토 1세가 실제로 군사, 관료 조직과 후기 로마 제국의 영향을 받은 카롤루스 왕조로부터 물려받은 문화적 유산을 바탕으로 제국을 건설했다고 다음과 같이 주장했다:
결과적으로, 하인리히 1세와 오토 1세는 그들의 왕국과 제국을 위한 군사적, 행정적, 교육적 기반 시설을 처음부터 개발하지 않았다. 그들은 카롤루스 왕조의 전임자들로부터 물려받은 기존 구조를 바탕으로 제국을 건설했다. 그러나, 이 연속성에 대한 주장을 정체된 일정성에 관한 주장과 혼동해서는 안 된다. 카롤루스 왕조의 전임자들과 마찬가지로 오토 왕조의 황제들도 자신들의 시대에 맞는 방식으로 물질적, 문화적, 교육적, 행정적 유산을 발전시키고 개선했다. 10세기부터 13세기 중반까지 독일을 유럽에 뛰어난 왕국으로 확립할 수 있었던 것은 메로베우스 왕조와 결과적으로 후기 로마의 전임 황제들[...]로부터 물려받은 유산들을 강력한 군사적으로 바꾸는 데에 성공한 오토 왕조의 성공이었다.

배크러치는 오토 왕조의 제국이 개인적인 관계에서만 유지되고 (티모시 로이터가 주장한 것처럼) 보상을 약탈하고 나누어 가지려는 왕국의 주요 인물들에 의해 추진되는 원시 독일인의 구식 왕국이 아닌 대신 거대한 군사를 지원하는 데 사용되었던 정교한 경제적, 행정적, 교육적, 문화적 자원을 축척하는 능력을 가지고 있다고 주장한다.
15세기 말까지 신성 로마 제국은 이론적으로 이탈리아, 독일, 부르고뉴라는 세 개의 주요 지역으로 구성되어 있었다. 나중에 부르고뉴 영토가 프랑스에게 넘겨지며 독일 왕국와 보헤미아만 제국에 남았다. 이탈리아의 영토는 공식적으로는 제국의 일부였지만, 제국 개혁에서 무시받았고 사실상 수많은 독립된 영토로 나누어졌다. 이탈리아는 16세기에서 18세기에 걸쳐 다양한 지위를 가졌다. 피에몬타-사보이와 같은 일부 영토들은 점점 더 독립적으로 변했고, 다른 영토는 지배 귀족 가문의 소멸로 인해 주로 합스부르크가 등의 주요 가문의 지배 하에 놓이게 되었다. 1678년 프랑슈콩테의 상실을 제외하고, 신성 로마 제국의 국경은 스위스와 네덜란드 북부, 알자스에 대한 프랑스의 보호령을 인정한 베스트팔렌 조약 이후로 제국의 해체까지 크게 변하지 않았다. 1815년 나폴레옹 전쟁이 끝나자 신성 로마 제국의 영토 대부분은 이탈리아를 제외한 독일 연방에 편입되었다.

## 행정구역
신성로마제국은 약 300개의 영방국을 포함해 수많은 제국관구, 자유제국도시 등으로 이루어져 있었다.

### 목록
영방국의 대표적인 예로는 프로이센 왕국이 있다.
- 프로이센 왕국
- 체코 왕관령
- 오스트리아 제국
- 바이에른 공국
- 베를린
- 잘츠부르크 공국

## 역사

### 중세 전기

#### 카롤루스 왕조
서로마 제국은 5세기에 갈리아 지역을 상실했고, 이 지역에 몰려온 게르만족 부족들이 통제권을 차지했다. 5세기 말-6세기 초, 클로도베쿠스 1세가 프랑크인 부족을 통일하고 프랑크 왕국을 세우며 갈리아 북부 및 라인강 유역에서 패권을 이룩했다. 이후 클로도베쿠스의 후손들은 메로베우스조를 이루었다. 메로베우스조는 분할상속제의 태생적 한계로 인해 8세기가 되면 각 왕들은 권력이 심하게 축소되어 허수아비로 전락하고, 카롤루스 마르텔루스의 카롤루스 가문이 사실상 지배자가 되었다. 751년, 마르텔루스의 아들 피피누스 3세 브레비스가 프랑크인의 왕이 되었고, 교황의 사후 승인을 얻었다. 이후 카롤루스조는 교황과 긴밀한 동맹을 유지했다.
768년, 피피누스의 아들 카롤루스가 프랑크 왕국의 왕이 되었다. 카롤루스는 활발한 정복사업을 펼쳐 오늘날의 프랑스, 독일, 북이탈리아를 영토에 편입시켰으며, 이로써 교황령과 영토가 연결되었다.
797년, 동로마 제국의 태후 이리니가 자기 아들인 황제 콘스탄티누스 6세를 폐위하고 스스로 로마 황제 즉위를 선언했다. 하지만 기독교회는 남자 로마 황제를 기독교 세계의 영수로 생각했기 때문에, 교황 레오 3세는 이것을 동로마의 권위를 거부할 수 있는 기회로 여겼다. 카롤루스 1세가 랑고바르드인들을 물리쳐 교황령의 방위를 굳건히 해준 바, 카롤루스 1세가 새로운 "황제"의 적임자로 여겨졌다. 그래서 800년 성탄절 날, 레오 3세는 카롤루스 1세에게 황제의 관을 씌어주고, 근 3세기만에 서로마 황제 제위를 부활시켰다. 한편 동로마 여제 이리니가 802년 니케포로스 1세에게 폐위되며 동로마의 지배자가 다시 남자가 됨에 따라 동서에 두 명의 로마 황제가 있는 형국이 되었다.
814년 카롤루스 1세가 사망하자 제위는 아들 루도비쿠스 1세 피우스에게 넘어갔다. 840년 루도비쿠스 1세가 죽자, 루도비쿠스 1세 생전에 공동지배자로 지명되었던 아들 로타리우스 1세가 황제가 되었다. 이 때가 되면 카롤루스 1세가 넓혀 놓은 판도는 과거 메로베우스조가 그랬던 것처럼 분할상속에 의해 여러 개의 영토들로 갈라지게 되었고, 9세기 하반기가 되면 제위를 놓고 서프랑크 왕국과 동프랑크 왕국의 카롤루스조 군주들 사이에 분쟁이 끊이지 않았다. 서프랑크의 카롤루스 2세 칼부스, 동프랑크의 카롤루스 3세 크라수스가 일시적으로 제국을 재통일하기도 했으나, 888년 카롤루스 크라수스가 죽으면서 카롤루스 제국은 완전히 파탄나 버리고 두번 다시 재통일되지 못했다. 카롤루스 크라수스 이후 교황에게 대관을 받은 서로마 황제의 권력이 미치는 강역은 이탈리아 뿐이었다. 그리고 마지막 이탈리아 카롤루스조 황제 베렌가리우스 1세 포로이울리엔시스가 924년 죽으면서 카롤루스조의 제위는 단절된다.

#### 오토 왕조
900년을 전후해 동프랑크 왕국에서는 옛 게르만 부족들의 근거지를 기반으로 한 5대 부족공국들(프랑켄, 바이에른, 슈바벤, 작센, 로타링기아)이 자치권을 획득했다. 카롤루스조 동프랑크인의 왕 루도비쿠스 4세 인판스가 911년 자식 없이 죽자 동프랑크의 공작들은 서프랑크의 카롤루스조에게 동프랑크인의 왕위를 넘기지 않고, 자기들 중에 왕을 뽑기로 했다. 그래서 프랑켄 공작 콘라두스가 동프랑크인의 왕(라틴어: Rex Francorum Orientalium)이 되었다.:117 콘라두스 1세는 임종을 앞두고 왕위를 유력 경쟁자인 작센 공작 하인리히에게 넘겼다. 하인리히는 919년 프리츨라어 의회에서 왕으로 선출되었다.:118 하인리히는 국경을 노략질하던 유목민 머저르인과 휴전을 맺었고, 933년 리아데 전투에서 프랑크인 최초로 머저르인에게 승리를 거두었다.:121
하인리히 1세가 936년에 죽고 나서 그 후손들인 리우돌프조(또는 오토조)가 대략 1세기 동안 동프랑크 왕위를 계속 차지했다. 하인리히 1세의 아들이며 후계 지명자인 오토가 936년 아헨에서 왕으로 선출되었다.:706 오토 1세는 남동생과 여러 공작들의 반란들을 진압하고, 공작 임명권을 손에 넣었으며 주교들을 행정업무에 참여시켰다.:212–13

962년에서 1806년 사이 신성로마제국의 강역 변천.

951년, 오토 1세는 이탈리아왕 로타리우스 2세의 아내로 과부가 된 아델하이트를 도와 이탈리아에서 아델하이트의 적들을 쳐부수고 아델하이트와 결혼, 이탈리아를 손에 넣었다.:214–15 955년, 오토 1세는 레흐펠트 전투에서 머저르인들에게 결정적 승리를 거두었다.:707 962년 교황 요한 12세는 오토에게 황제의 관을 씌어 주었고,:707 이로써 독일왕이 이탈리아와 교황령을 겸병하게 되었다. 오토의 황제 대관은 독일왕이 카롤루스 제국의 후계자임을 공인한 것이었고, 또한 제권이양론의 개념에 따라 독일왕들은 스스로를 고대 로마의 후계자로 여기게 되었다.
독일 왕국은 영구적인 수도가 없었다. 독일왕들은 여러 거주지들을 돌아가면서 사무를 처리했는데, 이 거주지들을 황제궁정이라고 한다. 그러나 각 왕들마다 선호하는 궁정이 있었고, 오토 1세의 경우 마그데부르크 궁정을 선호했다. 왕위는 여전히 선거군주제였으나 많은 경우 왕들이 생전에 선거를 열어 자기 아들을 차기 왕으로 미리 선출되게 하여 자기 가문의 왕위 계승을 유지했다. 이런 형국은 12세기에 잘리어조가 단절될 때까지 계속되었다.
963년, 오토 1세는 교황 요한 12세를 폐위하고 교황 레오 8세를 새 교황으로 세웠다. 이것은 동로마 황제와의 분쟁을 재점화시켰는데, 특히 오토 1세의 후계자 오토 2세가 "로마 황제(라틴어: imperator Romanorum)"를 칭하면서 더욱 심해졌다. 그래도 오토 2세는 동로마 황녀 테오파노와 결혼하는 등 동방과의 혼맥을 유지했다.:708 오토 2세와 테오파노의 아들 오토 3세는 고작 3살 때 제위에 오르게 되었고, 994년 오토 3세가 장성할 때까지 권력투쟁과 섭정기가 반복되었다. 어린 오토 3세는 독일에 머물렀고, 크레스켄티우스 2세가 로마와 이탈리아를, 표면적으로는 오토 3세의 대리자라는 명목으로 지배했다.
996년, 오토 3세는 자기 사촌을 교황으로 세웠으니 곧 교황 그레고리오 5세다. 그레고리오 5세는 최초의 독일계 교황이었다. 로마 귀족들은 외국인 교황을 마음에 들어하지 않았고 크레스켄티우스 2세가 그런 로마 귀족들을 규합해 반란을 일으켰다. 오토 3세의 옛 스승이었던 대립교황 요한 14세가 일시적으로 로마를 지배했으나, 곧 오토 3세는 로마를 되찾았다.

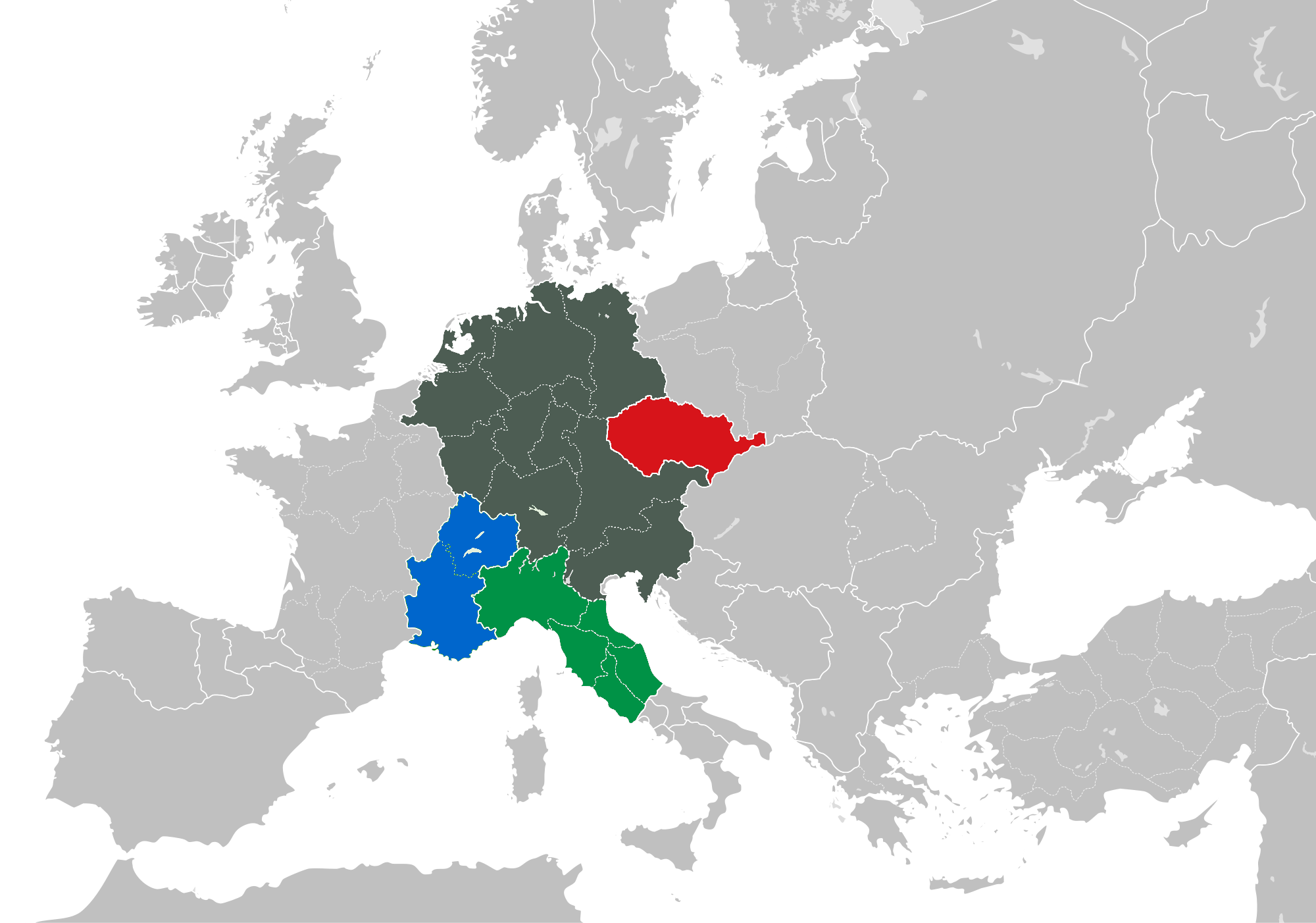
1000년경 신성로마제국의 4대 왕국

오토 3세는 1002년 요절하고 사촌 하인리히 2세가 신성로마황제로 즉위했다. 하인리히 2세는 독일 지역의 경영에 집중했다.:215–17 1024년 하인리히 2세가 죽자 여러 공작들과 귀족들 사이의 논의 끝에 잘리어가의 콘라트 2세가 독일왕으로 선출되었다. 이로써 오토조의 지배는 끝나고 잘리어조가 성립되었으며, 이 때 콘라트 2세를 선출한 공후들이 시간이 지나며 선제후라는 집단으로 발전하게 된다.
이로써 신성로마제국은 총 4개 왕국의 연합체로 구성되었다. 해당 왕국들은 다음과 같다. 괄호 안의 연도는 해당 왕국이 제국의 강역이었던 기간이다.
- 독일 왕국 (962년-1806년; 처음부터 끝까지) - 우측 그림의 회색
- 이탈리아 왕국 (962년-1648년) - 우측 그림의 녹색
- 보헤미아 왕국 (1198년-1806년): 1002년 보헤미아 공국으로서 편입, 1198년 왕국으로 승격 - 우측 그림의 적색
- 부르군트 왕국 (1032년-1378년) - 우측 그림의 청색

### 중세 성기

#### 잘리어 왕조와 서임권 투쟁

서기 1000년경 신성로마제국(위 지도를 확대한 것). 초록색은 5대 부족공국들이고, 빗금친 부분은 변경지.

독일왕들은 종종 주교들에게 행정업무를 밭기고 또한 종무 관련 공직에 임명하기도 했다.:101–134 클뤼니 개혁의 바람 속에서, 교황청은 세속권력자인 독일왕이 주교들을 좌지우지하는 것을 못마땅하게 생각하기 시작했다. 클뤼니 수도원 출신의 교황 그레고리오 7세는 이런 관습을 자기 대에서 철폐하기로 하고, 그 결과 하인리히 4세와 소위 서임권 투쟁이라는 정쟁을 벌이게 된다.:101–134 하인리히 4세는 교황의 간섭을 거부하고, 교황을 "그레고리오 7세"가 아닌 속명 "힐데브란트"라고 부르면서 주교들에게 교황을 파문할 것을 종용했다.:109 이에 교황은 하인리히 4세를 파문하며, 하인리히 4세에 대한 모든 충성서약은 무효라고 발표했다.:109 제후들이 이탈하자 하인리히 4세는 어쩔 수 없이 1077년 유명한 카노사의 굴욕을 통해 교황권에 굴복, 일시적인 굴욕을 대가로 파문을 철회받았다.:122–24 하인리히 4세가 파문된 사이 독일계 선제후들은 루돌프 폰 슈바벤 공작을 새 독일왕으로 선출했다.:123 하인리히는 루돌프를 쳐부수고 그레고리오 7세에게 복수했지만 그 뒤로도 반란이 계속되었고, 파문도 반복되었으며, 심지어 아들들까지 난을 일으켰다. 하인리히 4세가 죽고 그 차남 하인리히 5세는 1122년 보름스 협약을 통해 주교 서임 문제에 관해 교황과 합의를 이루었다.:123–34 제국의 정치권력은 유지되었으나, 이 서임권 투쟁은 황제의 권력에 한계가 있음을, 특히 종교와 관련된 문제에서 그러함을 보여 주었고, 이전까지 신성로마황제가 누리던 세속권력의 절대자 지위를 실추시켰다. 한편 교황과 독일계 선제후들은 제국의 정치체제의 주요 행위자로 부상했다.

#### 호엔슈타우펜 왕조: 제국의 최대 판도

호엔슈타우펜가의 영토. 신성로마황제 제위와 시칠리아 왕국 왕위를 동군연합하여 일단은 독일과 이탈리아를 통일했다. 다만 신성로마제국에서 호엔슈타우펜조의 직할령은 금색 부분 뿐이다.

13세기-14세기 초 제국의 군기였던 제국기(Reichssturmfahne).

1125년 하인리히 5세가 죽었다. 선제후들이 잘리어가에서 다음 왕을 뽑지 않으면서 잘리어조는 단절되었고, 이미 노쇠한 작센 공작 로타르가 왕으로 선출되었다. 1137년 로타르 3세가 죽었다. 로타르 3세는 생전에 사위인 벨프가의 하인리히 교만공을 후계자로 선호했지만, 이번에도 선제후들은 선왕의 의사를 무시하고 하인리히 4세의 손자이며 하인리히 5세의 조카인 호엔슈타우펜가의 콘라트 3세를 선출했다. 이것은 벨프가와 호엔슈타우펜가의 1세기에 걸친 다툼의 시작이 되었다. 콘라트 3세는 벨프가를 숙청했지만, 1152년 콘라트 3세가 죽고 제위를 계승한 그 조카 프리드리히 1세 바르바로사는 벨프가와 화약을 맺고 하인리히 교만공의 아들 하인리히 사자공에게 봉읍을 돌려주었다.
프리드리히 1세는 비자유 군인 출신의 미니스테리알리아(ministerialia)들을 신임했고, 호엔슈타우펜조 황제들은 계속해서 미니스테리알리아들에게 토지를 빌려주었다. 이 집단은 이후 황제권력의 기둥들 중 하나인 제국기사로 발달한다. 또한 프리드리히 1세 시절에 이루어진 또다른 중요한 제도사적 변화는 향토평화령이다. 이것은 본래 1103년 하인리히 4세 시절 마인츠에서 처음 발표되었던 법령인데, 공작들과 다른 백성들 사이의 사적 불화를 철폐하고, 황제의 신하들을 모두 형법의 관할과 공적 기소의 대상으로 묶는 법제화를 시도한 것이다. 이것은 근대의 법치주의의 선구적 개념이라고 평가된다. 한편, 황제 및 공작들이 새로운 도시들을 만든 것도 이 시기의 일이다. 이것은 부분적으로 인구폭발로 인한 것이었고, 또한 전략 거점에 경제력을 집중시키기 위한 목적이기도 했다. 12세기 이전의 도시들은 고대 로마 시절의 도시나 주교좌 소재지에나 형성되었다. 이 때 새로 만들어진 도시들 중에는 프라이부르크, 뮌헨 등 향후 경제대도시로 발전하는 도시들도 있다.
독일왕 프리드리히 1세 바르바로사는 1155년 신성 로마 황제로 대관했다. 프리드리히 1세는 신성로마제국의 "로마"를 강조했다. 이것은 황제의 권력이 (그동안 권력이 강해진) 교황으로부터 독립적이라는 주장을 정당화하기 위한 것이었다. 1158년 론카길라 의회에서 프리드리히 1세는 유스티니아누스 1세의 로마법 대전을 들먹이며 황제권의 복권을 시도했다. 서임권 투쟁 이래 황제권은 왕의 특권(regalia)이라고 불리고 있었는데, 론카길라에서 그 내용이 처음으로 상세히 정해졌다. 이 방대한 목록에는 공도, 교통, 통화, 벌금 징수, 공직자 임면 등 온갖 사항이 포함되어 있었다. 여기서 열거된 황제의 권리들은 분명히 로마법에 뿌리를 두고 있었다. 교황을 견제하려는 황제의 의도가 로마법을 재발굴한 것이다.
프리드리히 1세의 정책은 분명히 이탈리아를 향해 있었고, 밀라노로 대표되는 이탈리아 북부의 부유한 자유도시들과 지속적으로 충돌했다. 또한 프리드리히 1세는 교황 알렉산데르 3세에게 어깃장을 놓으며 대립교황을 옹립해, 1177년 알렉산데르 3세와 화약하기 전까지 교황청과도 대립각을 세웠다. 한편 독일에서 프리드리히 1세는 개인적으로 사촌이기도 한 벨프가의 하인리히 사자공을 경쟁자 제후들이나 자유도시들(특히 뮌헨과 뤼베크)로부터 지속적으로 비호해 주었다. 하지만 하인리히는 프리드리히 1세의 정책에 시큰둥했고, 결정적으로 이탈리아에서 전쟁이 진행중일 때 프리드리히 1세의 지원 요청을 거부했다. 분노하여 독일로 돌아온 프리드리히 1세는 하인리히의 봉읍을 모조리 박탈하고 추방했다. 1190년, 프리드리히 1세는 제3차 십자군에 참전했다가 킬리키아의 아르메니아 왕국에서 익사했다.
호엔슈타우펜조 시절, 독일계 제후들은 서슬라브족들이 드문드문 살고 있던 동쪽 지역으로 평화적인 진출을 꾀하여 상당한 성공을 거두었다(동방식민운동). 독일계 농민, 상인, 장인들이 이 지역으로 이주했고, 그 중에는 기독교인도 유대인도 있었다. 이 때 중세 중동유럽의 점진적 독일화를 19세기 이후의 국민주의적 관점으로 해석하는 우를 범하지 않도록 주의해야 한다. 신성 로마 제국의 영향권은 계속 동쪽으로 팽창하여 포메라니아(독일어로 포메른)와 실레지아(독일어로 슐레지엔)까지 뻗게 되었다. 서슬라브족 토착 지도자들은 독일인 아내를 맞아 통혼하였다. 한편 폴란드 공작 콘라트 1세의 요청으로 튜턴 기사단이 프로이센 지역으로 초빙되어 그때까지 고대 종교를 믿고 있던 프로이센 원주민들을 1226년 멸족시키고 프로이센 지역을 기독교로 개종시켰다. 그러나 튜턴 기사단이 이 지역에 세운 튜턴 기사단국은 명백히 신성로마제국의 권역 밖에 있었다. 1494년 튜턴 기사단 총장이 신성로마제국의 후작급 제후로 인정받지만 그것은 튜턴 기사단국이 망하고 기사단 독일단장이 기사단 전체 총장을 겸하게 되면서 발생한 일이다. 튜턴 기사단국의 세속화된 후신인 프로이센 공국은 단 한 번도 신성 로마 황제의 봉신이었던 적이 없었다.
프리드리히 1세 바르바로사의 아들이자 후계자인 하인리히 6세 시절 호엔슈타우펜조는 절정에 달했다. 하인리히 6세는 노르만인의 시칠리아를 손에 넣었고, 잉글랜드 국왕 리처드 1세 사자심왕을 포로로 잡았으며, 선거군주제를 세습군주제로 전환하려고 시도하던 와중인 1197년 죽었다. 하인리히 6세의 아들 프리드리히 2세는 사전에 독일왕으로 선출되었었지만 아직 어린아이였으며, 독일도 아닌 시칠리아에 살고 있었다. 독일계 제후들은 성인을 왕으로 선출하려고 했고, 그 결과 프리드리히 바르바로사의 막내아들 필리프 폰 슈바벤 공작과 하인리히 사자공의 아들 오토 폰 브라운슈바이크가 왕위를 놓고 경쟁했다. 1208년 필리프가 살해당하고 오토가 승리했으며, 오토 4세는 시칠리아에 대한 영유권도 주장하기 시작했다.
교황 인노첸시오 3세는 신성로마제국과 시칠리아 왕국에 의해 교황청이 남북으로 포위당하는 것을 두려워했다. 프리드리히 2세는 인노첸시오 3세의 편을 들어 독일로 진군, 오토 4세를 쳐부쉈다. 하지만 프리드리히 2세는 두 영토를 별개로 다스리겠다는 교황과의 약속을 지키지 않았다. 프리드리히 2세는 독일로 가면서 자기 아들 하인리히에게 시칠리아 왕위를 물려주었지만, 여전히 시칠리아 권력의 실세였다. 프리드리히 2세는 1220년 신성로마황제로 대관한 이후에도 시칠리아 상왕 노릇을 계쏙했다. 프리드리히 2세에게 권력이 집중되자 교황은 결국 프리드리히 2세를 파문했다. 또 프리드리히 2세가 십자군을 약속해놓고 차일피일 미루는 것 역시 구설수였다. 프리드리히 2세는 1228년 파문된 상태로 제6차 십자군을 일으켜 사라센인들과 협상해 예루살렘 왕국을 일시적으로 복고시켰다.
프리드리히 2세 개인에게 권력이 집중된 것과 별개로, 프리드리히 2세의 치세는 제국의 중앙집권이 해체되기 시작한 변곡점이었다. 프리드리히 2세는 시칠리아에 근대적 중앙집권국가를 만드는 데 열중하느라 독일은 거의 비워놓고 있었고, 독일의 제후 및 주교후들에게 엄청난 특권들을 부여해 주었다. 1220년 성직제후 조약에서 프리드리히는 주교들에게 조세징수, 화폐발생, 요새화의 자유를 허락했다. 1232년 제후우호법령에서는 이 특권들이 제후들에게까지 확대되었다. 이 특권들은 예전부터 존재하는 것이기는 했으나, 이제야 비로소 제국 전체적으로 허용된 것이다. 이로써 프리드리히 2세가 이탈리아 경영에 골몰하는 동안 알프스 이북에서는 독일계 제후들이 계속 할거했다. 1232년 문서에서 독일계 공작들을 각자 영토의 주인(라틴어: domini terræ)이라고 지칭한 것은 이런 추세를 명확히 보여주는 징후였다.

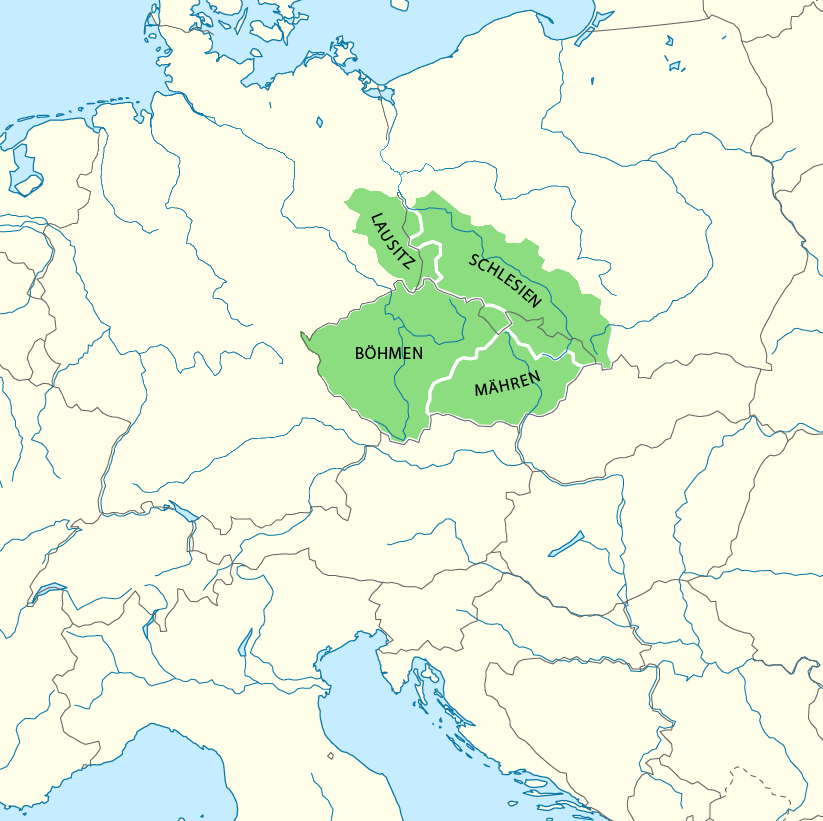
카를 4세 이래의 보헤미아 왕관령.

보헤미아 공국은 중세의 상당히 강력한 지방권력이었다. 보헤미아 공작 오타카르 1세는 1198년부터 보헤미아 국왕을 칭하고 있었는데, 1212년 프리드리히 2세에게서 시칠리아 금인칙서를 받아냄으로써 자신의 왕작을 확인받고, 그것을 자기 후손에게 물려줄 수 있음을 확약받았다. 이로써 보헤미아 공국은 보헤미아 왕국으로 격상되었다. 보헤미아 국왕은 제국추밀원에 참여하는 것을 제외하면 신성로마제국에 대한 모든 의무를 면제받았다. 이후 룩셈부르크조의 카를 4세는 보헤미아의 수도 프라하로 황제의 황좌부를 옮겼다.

#### 대공위시대
1250년 프리드리히 2세가 죽고, 독일 왕국은 프리드리히 2세의 아들 콘라트 4세(1254년 몰)와 대립왕 빌헬름 2세 폰 홀란트 백작(1256년 몰)으로 갈라졌다. 콘라트 4세가 사망하면서 제국 전체의 보편적 지지를 받는 독일왕이 선출되지 못하는 대공위시대가 열렸다. 이것은 제후들의 봉읍에 대한 통제력과 독립성이 더욱 강화되는 결과를 가져왔다. 1257년 이후로는 잉글랜드 왕자 리처드 콘월 백작과 카스티야 국왕 알폰소 10세가 독일왕위를 다투었다. 콘월 백작은 구엘프당의 지지를 받았고, 알폰소 10세는 호엔슈타우펜당의 지지를 받았지만 모두 독일 땅에는 발도 디딘 적이 없었다. 1273년 리처드가 죽고, 호엔슈타우펜당에 가까웠던 비교적 한미한 합스부르크 백작가의 루돌프가 만장일치로 독일왕에 선출되며 대공위시대가 끝났다.

#### 정치구조의 변화

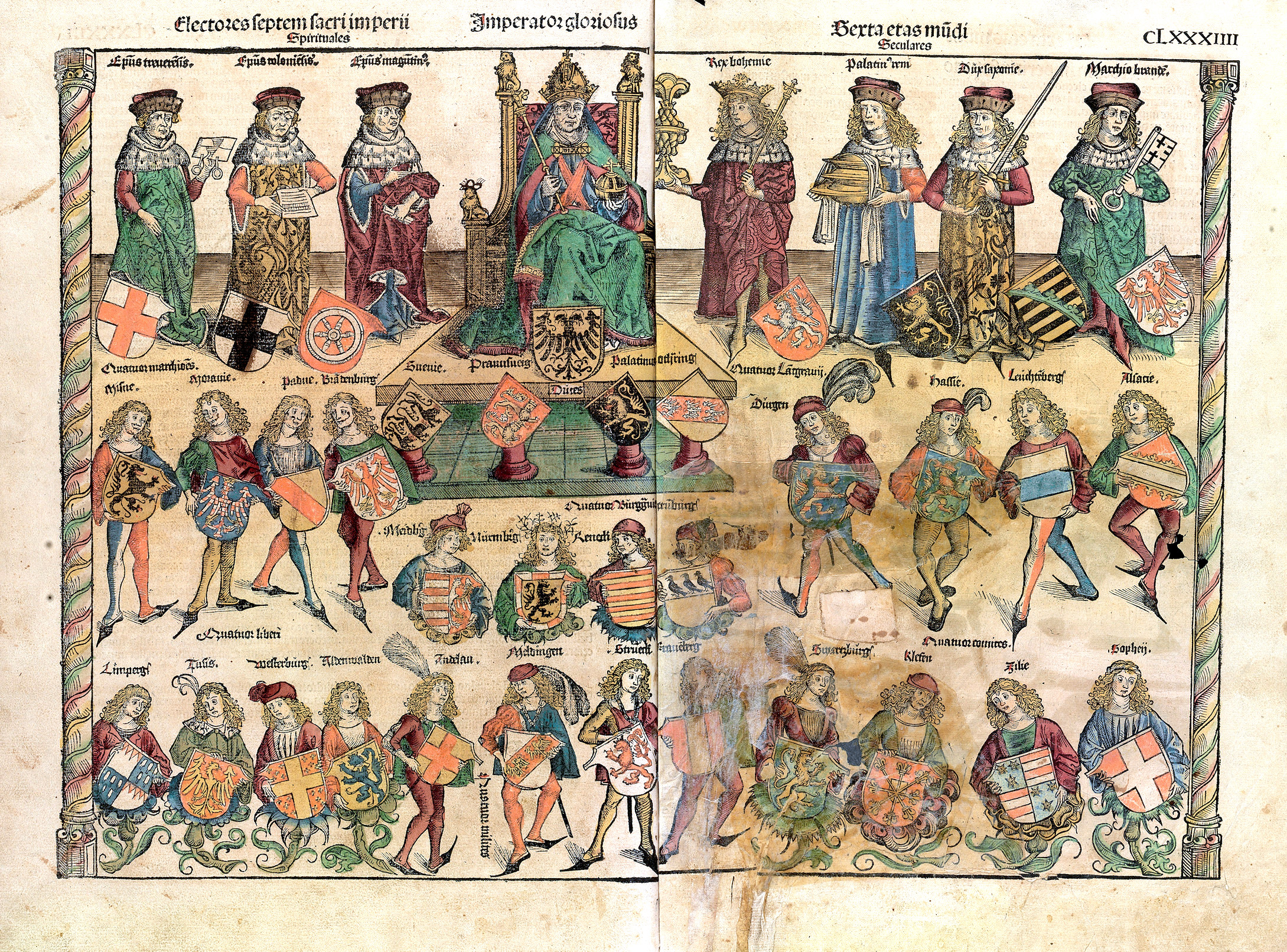
셰델의 세계사에 실린 삽화. 가장 윗줄 중앙에 신성로마황제가, 그 왼쪽에 세 명의 성직선제후가, 오른쪽에 네 명의 세속선제후가, 그리고 아래 두 줄에 기타 제후들이 있다.

13세기 들어 귀족 봉건제에 맞서 부르주아 시민 계급의 정치권력이 증대되면서 영토 행정에도 전체적 변화가 생겼다. 시대가 중세 후기로 전환되기 시작한 것이다. 농업에 있어 몸으로 때우는 노동지대보다 돈으로 지불하는 금전지대가 보편적 계산수단이 되었다. 농민들은 소작료를 부치게 되었고, 고중세의 "관할"을 대신하여 "재산"의 개념이 발생했다. 다만 아직 두 개념이 완전히 분리되지는 않았다. 영토 수준(제국 수준이 아님)에서는 점점 더 권력이 다발화되었다. 누구든지 토지를 소유한 사람이면 그 토지에 관한 관할권을 가졌고, 그 관할권에서 여기서 다른 권력들이 파생되었다. 그러나 이 시기의 관할권에는 입법권이 포함되어 있지 않았음을 강조할 필요가 있다. 입법권은 15세기 이전에는 사실상 그 개념이 존재하지도 않았다. 중세의 재판은 관습법에 의존했다.
이 시기의 신성로마제국 영토(territory)들은 현대의 국가(state)들의 전신으로 변화하기 시작한다. 그 정도는 영토마다 달랐는데, 일반적으로 고대 게르만족의 터전과 중세 봉읍이 거의 동일한 지역, 예컨대 바이에른 같은 지역에서 가장 빨랐고, 황제특권에 의해 만들어지고 유지되는 분산된 영토들, 예컨대 자유도시들에서는 지리멸렬했다.

### 중세 후기

#### 호엔슈타우펜 왕조 이후의 상황

신성로마제국의 상징 쌍두수리의 날개깃들에 각 영방국가의 문장들이 올려져 있다. 1510년 그림.

독일왕 선출이 점점 어려워지고 급기야 대공위시대까지 겪고 나자 선출권을 가진 고정 제후단이 형성되게 되었는데, 바로 선제후들이다. 선제후의 구성과 선거 절차는 1356년 금인칙서에서 규정되었고, 이 규정은 1806년 제국 해체 때까지 유지되었다. 이것은 황제와 제국(독일어: Kaiser und Reich)의 이원화를 가장 잘 드러내는 징후였다고 할 수 있다. 그전까지 황제가 곧 제국이었으나, 이제 황제와 제국은 분리된 존재로서 인식되게 되었다. 또한 금인칙서는 신성로마황제 선출을 만장일치제가 아닌 다수결제로 수정했다. 선제후의 작위들은 세습되었으며, 각자 화폐를 발행하고 관할권을 행사할 권리가 주어졌다. 또 선제후들의 아들들은 제국의 공용어, 즉 독일어, 라틴어, 이탈리아어, 체코어를 익혀야 했다.
호엔슈타우펜 왕조 이후 황제의 권력이 축소됨에 따라, 황제들 역시 권력을 유지하기 위한 대책을 강구하게 되었다. 대공위시대 이전까지 신성 로마 황제의 무력과 재력은 언제나 황제에게 속하는 직할사유지인 제국재산(독일어: Reichsgut), 그리고 다수의 제국자유도시들에서 비롯되었다. 그러나 13세기 이후 제국재산은 유명무실화되었다. 극소수 토지는 1806년까지 황제의 소유로 남아 있었지만, 대부분의 토지는 황제가 지방 공작들에게 저당잡아 상실했다. 이렇게 토지를 공작들에게 넘긴 것은 재정 마련을 위한 것이기도 했지만, 그보다는 공작들의 충성 의무를 보상하고 그들에 대한 통제권을 회복하려는 의도가 더 컸다. 독일왕들에게나 공작들에게나 제국재산의 직접관리는 더 이상 별 관심사가 아니었다.
루돌프 1세 때부터 독일왕들은 제도적으로 정해진 황제 직할령보다, 자기 출신가문의 봉읍에 의존하기 시작했다. 전 지역에 흩어져서 관리행정이 어려운 제국재산과 달리, 이런 가문 봉읍들은 상대적으로 결집되어 있었고 통제하기도 쉬웠다. 1282년, 루돌프 1세는 오스트리아와 슈타이어를 자기 아들들의 봉읍으로 내려주었다. 1312년, 룩셈부르크가의 하인리히 7세가 황제 대관을 받음으로써 프리드리히 2세 이후 60여년만에 황제위가 부활했다(그전까지는 모두 황제는 되지 못한 독일왕들이었다). 하인리히 7세 이후 모든 신성로마황제 또는 독일왕들은 이제 가문 봉읍에서 비롯된 권력인 가문권력(독일어: Hausmacht)을 권력기반으로 삼게 되었다. 즉, 비텔스바흐가의 루트비히 4세(재위 1328년-1347년)의 기반은 바이에른이었고, 룩셈부르크가의 카를 4세의 기반은 룩셈부르크, 그리고 보헤미아였다. 이렇게 되자 각 영토들의 권력이 증대되는 것과 독일왕들의 이해관계가 일치되게 되었다. 독일왕들 역시 자기 봉읍을 가진 영토 소유자들 중 하나가 되었기 때문이다.

#### 제국개혁

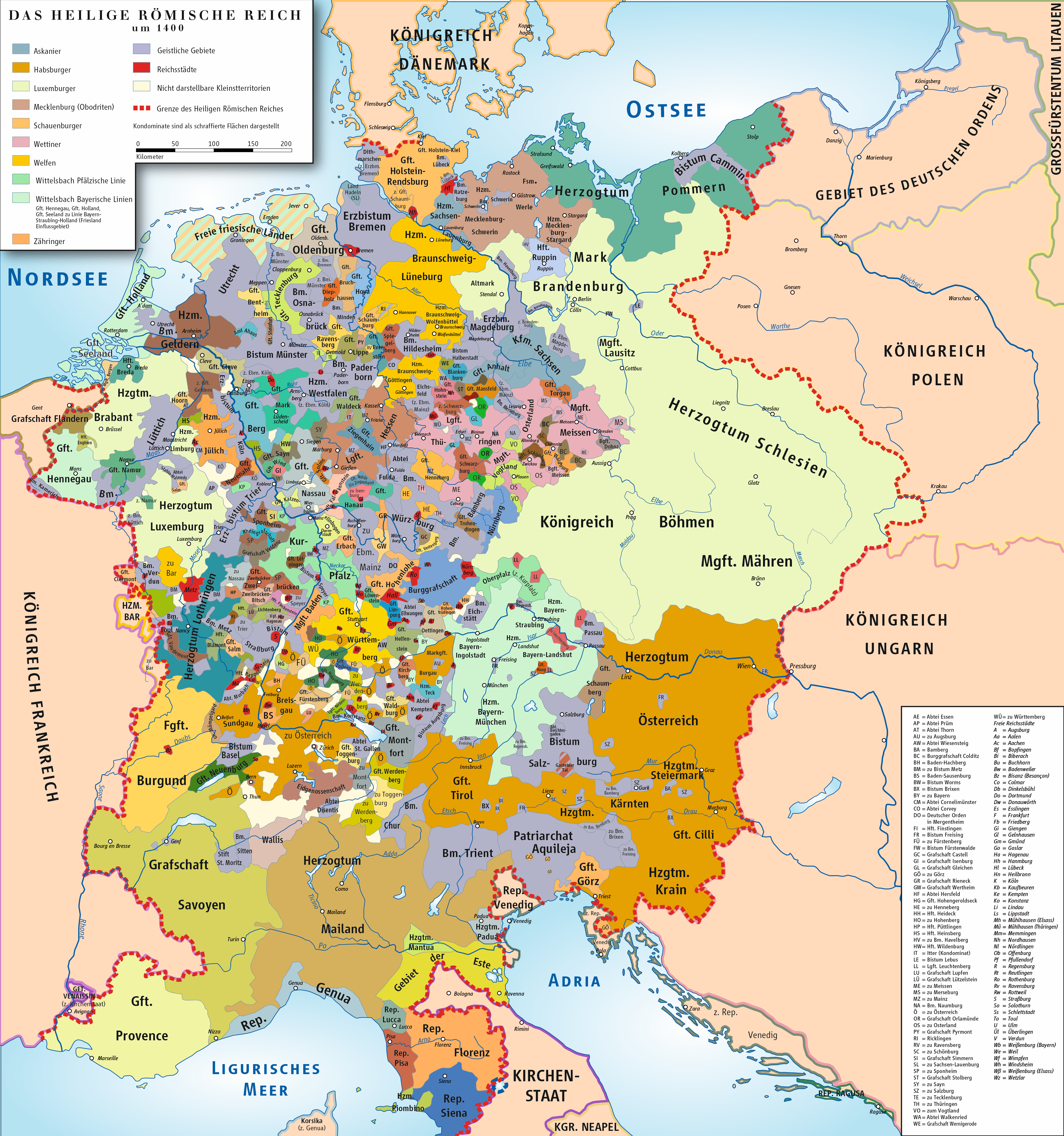
1400년 신성로마제국

신성로마제국에는 15세기 초에도 '헌법'이 존재하지 않았다. [1356년 금인칙서같은 신제도 도입이 몇 번 이루어지기는 했지만, 독일왕과 선제후들, 그리고 다른 공작들 사이의 협조는 순전히 각 왕의 인격에 따라 달라졌다. 즉슨 지기스문트(1410년 독일왕 선출, 1433년-1437년 황제)나 프리드리히 3세(1440년 독일왕 선출, 1452년-1493년 황제)처럼 황제가 제국의 옛 강역은 내버려두고 자기 사유지에서 거주할 경우 그런 협조는 잘 이루어지지 않았다. 왕이 부재한 가운데 제국의 전통적 지도부인 궁중의회(독일어: Hoftag)는 불량화되었다. 입법부로서의 제국의회(독일어: Reichstag)는 이 시기에는 아직 존재하지 않았다. 많은 공작들이 서로 불화했고, 그런 불화들은 종종 국지전으로 비화했다.
한편 천주교회는 또 교회대로 위기를 겪고 있었다. 대립교황이 두 명이나 출현하여 교황이 세 명 난립하는 사태는 콘스탄츠 공의회(1414년-1418년)로 어찌어찌 끝을 맺었고, 1419년 이후 교회는 후스파 이단을 억압하는 데 대부분의 힘을 쏟았다. 하지만 후스파는 박멸되지 않았고, 강경 후스파만 진압하는 대신 온건 후스파의 신교를 허용해주는 타협을 해야 했다. 후스 십자군의 실패는 기독교 세계를 하나의 보편정체로서 규정하는 개념, 그리고 그 개념의 향도자인 교회와 제국이 쇠퇴하기 시작한 징후였다.
이런 급격한 변화 속에 15세기는 제국 그 자체에 관한 다양한 논의들이 출현했다. 과거에서 비롯된 전통적 지배는 당대의 사회구조에 더 이상 적절히 대처하지 못했다. 또한 과거의 향토자유령의 강화도 시급했다. 이 때 "개혁(reform)"의 개념이 발생했다. 개혁이란 라틴어: re-formare 레포르마레[*]에서 비롯된 것으로, 잃어버렸던 과거의 모습을 되찾는다는 의미였다.
1486년, 프리드리히 3세는 헝가리와 전쟁을 하느라 급전이 필요해졌다. 마침 아들 막시밀리안 1세가 독일왕으로 선출된 바, 공작들은 황제에게 돈을 꾸어주는 대신 궁정 정치에 참여시켜줄 것을 집단적으로 요구했다. 그리하여 선제후들과 다른 공작들의 회의가 처음으로 열렸는데, 이것이 제국의회다. 이후 제국자유도시들도 이 의회에 합류한다. 프리드리히 3세는 이것을 거부했으나, 그가 1493년 죽은 뒤 막시밀리안 1세는 1495년 보름스 의회에서 공작들과 네 가지 법안의 제도화에 합의했다. 이것을 제국개혁(독일어: Reichsreform 라이히스레포름[*])이라고 한다. 제국개혁은 와해되어가던 제국에 최소한의 구조를 부여하기 위한 법령들이었다. 이 개혁으로써 제국관구(독일어: Reichskreis 라이히스크라이스[*])와 제국사법실(독일어: Reichskammergericht 라이히스카머게리흐트[*])이 설치되었다. 이 제도들은 1806년 제국 해체 때까지 유지된다.
하지만 새로운 제도가 널리 받아들여지고 사법실이 제대로 기능하기까지는 수십 년이 더 걸렸다. 행정구역의 관구화는 1512년에야 완료되었다. 한편 황제는 자기 궁정인 제국추밀원(독일어: Reichshofrat 라이히스호프라트[*])을 제국사법실과 동시에 운영했다. "독일인의 신성로마제국(독일어: Heiliges Römisches Reich Deutscher Nation)"이라는 새 국호가 제정된 것도 1512년이었다.

### 근세

#### 종교개혁과 문예부흥

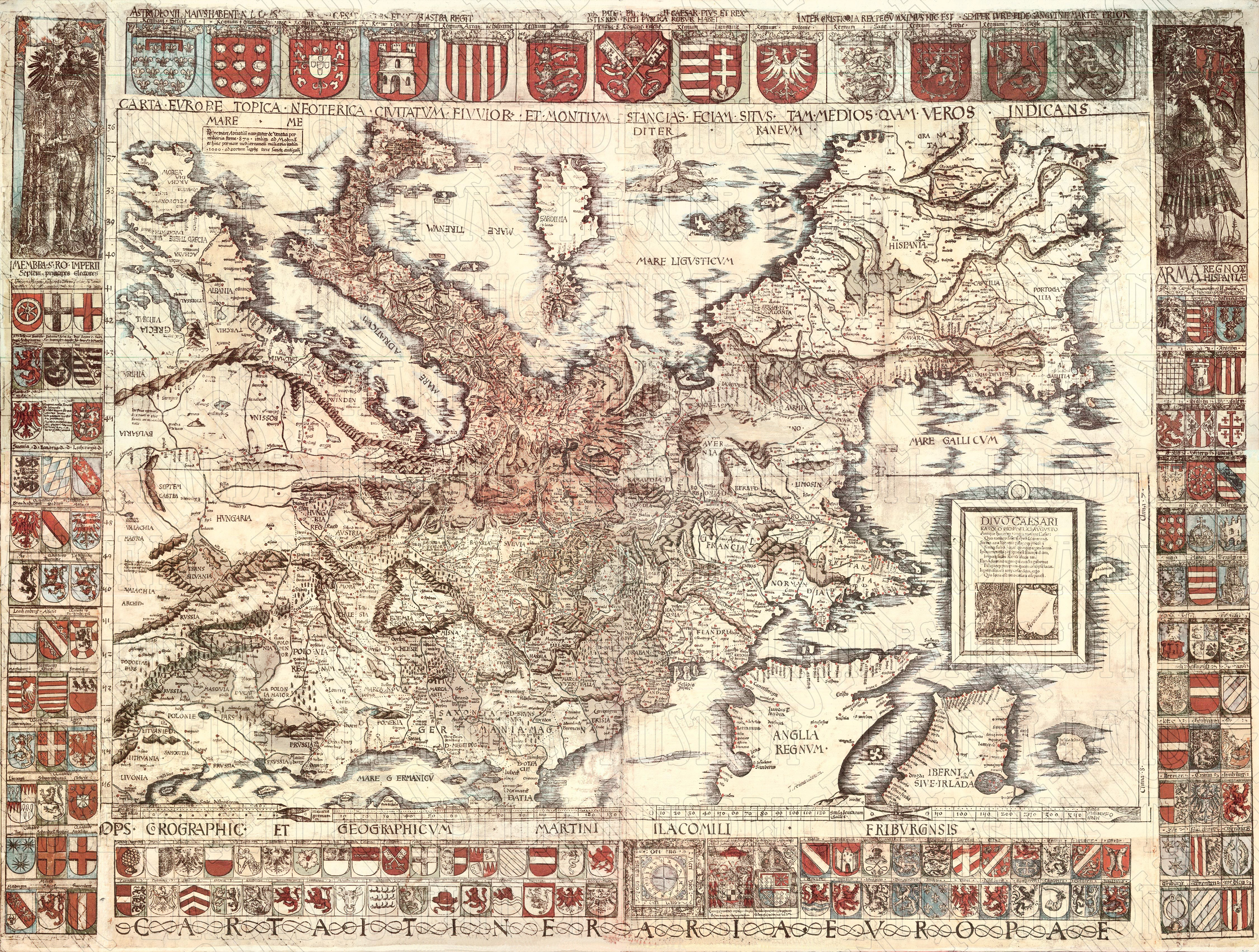
1520년 지도제작자 마르틴 발트제뮐러가 카를 5세에게 헌상한 유럽 지도.

1516년, 아라곤 국왕 페르난도 2세가 죽었다. 그는 차기 신성로마황제 후보 카를의 외조부였다. 다음과 같은 사항들이 총체적으로 작용하여:
1. 아라곤의 왕위계승법은 모계계승을 허용하되 여성은 우선권이 없음
2. 카를의 모친 카스티야 여왕 후아나 1세의 광증
3. 친조부 막시밀리안 1세의 압력

카를이 아라곤 국왕위를 물려받고 모친과 공동왕으로서 카스티야 국왕이 되었다. 이로써 카스티야와 아라곤은 한 명의 군주의 동군연합으로 묶이게 되었고 에스파냐로 발전, 카를은 에스파냐의 "카를로스 1세"가 된다. 이것은 오늘날의 에스파냐 땅이 최초로 한 명의 군주 아래 통일된 것이었다. 다만 동군연합의 각 왕국은 별개의 행정체계와 법률을 유지했다. 1519년, 카를로스 1세가 신성로마황제로 즉위, "카를 5세"가 되었다. 이로써 카를 5세는 독일과 에스파냐를 아우르는 광대한 영토를 손에 넣었지만, 두 영토는 별개의 계승법에 의해 상속되었기에 카를 5세의 치세가 끝나면 독일-에스파냐 동군연합은 해체될 것이 자명했다. 카를 5세 퇴위 이후 독일 지역은 동생 페르디난트 1세에게, 에스파냐와 부르군트 지역은 아들 펠리페 2세에게 계승되었다.
한편 양 영토 간의 불균형에 더하여 종교갈등이 카를 5세의 치세에 또다른 긴장의 원인으로 대두했다. 카를 5세가 신성로마황제로 즉위하기 2년 전인 1517년, 마르틴 루터가 소위 종교개혁을 시작했다. 독일 지역의 많은 공후들은 이것을 카를 5세의 패권주의를 견제할 수 있는 기회로 여기고 개신교를 받아들였다. 북독일, 동독일, 대도시(스트라스부르, 프랑크푸르트, 뉘른베르크 등)들은 개신교로 개종하고 남독일과 서독일은 대부분 천주교를 유지했는데, 이로써 제국은 종교 노선에 의한 봉합불가의 치명적 분열을 맞게 되었다.
카를 5세는 치세 대부분을 전쟁으로 보냈다. 이탈리아 패권을 놓고 프랑스와 다투었고, 독일에서는 개신교 공후들과 대립했다. 아들 펠리페 2세가 잉글랜드 여왕 메리 1세와 결혼함으로써 합스부르크 일족의 영토로 프랑스가 완전히 포위되는 것 같았다. 하지만 둘 사이에 아이가 없어 잉글랜드와의 동군연합이 1대에 그쳤기에 그 계획은 무위로 돌아갔다. 1555년 선출된 교황 바오로 4세는 프랑스 편에 붙었고, 지친 카를 5세는 저 옛날 카롤루스 1세가 그랬던 것 같은 기독교 통일제국의 꿈을 포기하게 되었다. 상술한 것과 같이 카를 5세가 퇴위하면서 그의 영토들은 아들과 동생에게 분할상속되었다. 페르디난트 1세가 맺은 아우크스부르크 화의로 인해 독일에서의 종교전쟁은 일단락되었고, 루터교의 신교의 자유가 공인되었다. 하지만 아직 칼뱅교, 재세례파, 아르미니우스파는 공인되지 못했고 계속 금지되었다.

#### 바로크 시대와 30년 전쟁

1600년경 신성로마제국. 국경선은 현대 기준임.

이후 60여년 간, 비록 동부전선에서 튀르크족이 커다란 위협으로 부상하고 있었지만 독일 지역은 상대적 평화를 누렸다. 종교내전이 벌어지면 개신교 공후들에게 또 큰 양보를 해야 하기에 황제 역시 전쟁을 피하고 싶었을 것이다. 한편 서부에서는 라인란트가 프랑스의 영향을 크게 받게 되었다. 네덜란드 독립전쟁이 발발하자 신성로마제국은 중립을 지킴으로써 네덜란드가 독립하는 것을 사실상 방치했다. 네덜란드는 1581년 에스파냐로부터 벗어났고, 이것은 1648년 베스트팔렌에서 공인된다. 한편 그 부작용으로 쾰른 전쟁이 일어나 라인강 상류 지역이 쑥대밭이 되었다.

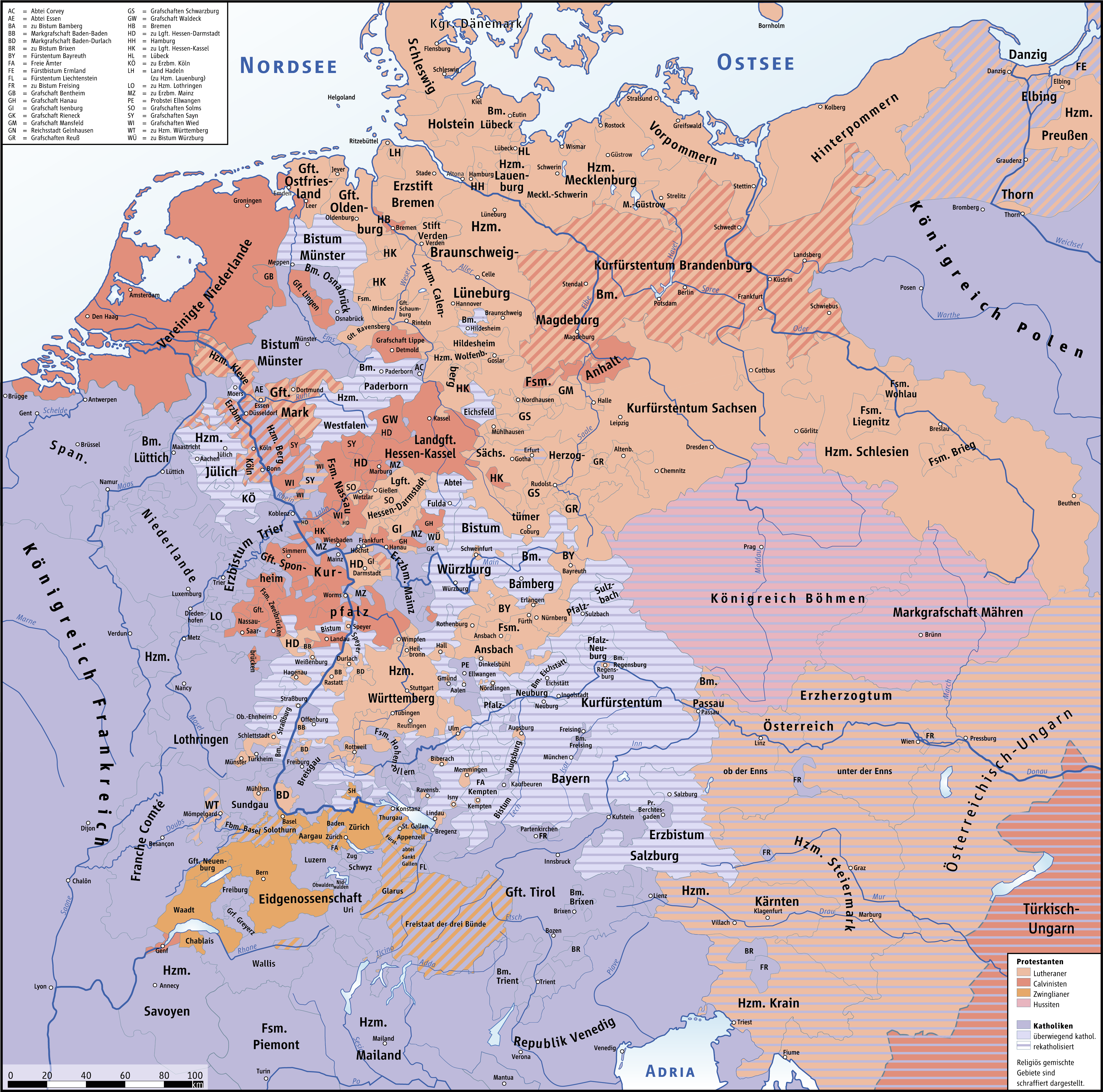
30년 전쟁 전야의 신성로마제국 종교 분포도.

1564년 페르디난트 1세가 죽고 그 아들 막시밀리안 2세가 황제가 되었다. 그는 부황과 마찬가지로 개신교의 존재를 인정했고, 때때로 개신교도들과 타협도 했다. 1576년 루돌프 2세가 다음 황제로 즉위했다. 루돌프 2세는 기독교보다 고전 그리스 철학을 좋아하는 괴인이었고, 보헤미아에 은둔해 학문에만 몰두했다. 천주교회가 오스트리아와 헝가리 지역에서 자신들의 권위를 강제로 다시 세우려 하자 개신교도 공후들이 분노했지만 루돌프 2세는 겁에만 질려 이렇다 할 행동을 하지 못했다. 루돌프 2세가 죽은 1612년 시점이 되면 황권은 급격히 실추되어 있었다. 보헤미아인들이 황제에 대항해 반란을 일으켰고, 그 결과 30년 전쟁이 일어나 신성로마제국은 초토화되었다. 프랑스와 스웨덴 같은 외세가 개입해 개신교도 반황권파들을 지원하는 동시에 영토를 뜯어갔다. 30년 전쟁의 피해는 너무 참혹하여 이후 제국은 30년 전쟁 이전의 국력을 결코 회복하지 못했다.

1648년 베스트팔렌 조약 이후 신성로마제국.

이후 신성로마제국은 몇 단계에 걸쳐 종말을 맞기 시작한다. 1648년 30년 전쟁을 끝낸 베스트팔렌 조약은 제국을 구성하는 각 영방국가들에게 거의 완벽한 독립을 부여했다. 칼뱅교가 공인됨으로써 이미 1499년과 1581년 사실상의 독립을 얻은 스위스와 네덜란드가 제국에서 탈퇴했다. 한편 재세례파와 아르미니우스파는 여전히 공인되지 않았고 제국 해체 이후에야 공인된다. 합스부르크 황제들은 오스트리아를 중심으로 한 자기 가문 영지들을 온존, 규합하는 데 골몰했다.
1683년 빈 전투에서 신성 로마 제국군은 폴란드 국왕 얀 3세 소비에스키의 지휘를 받아 튀르크족 대군에게 결정적 승리를 거두었다. 이로써 오스만 제국의 서진은 저지되었다. 빈 전투 당시 제국군의 절반 가량이 폴란드-리투아니아군이었고, 절반 가량이 순수 제국군(독일/오스트리아)이었는데, 기병대는 대부분 폴란드군이었고 독일군은 대부분 보병이었다.

#### 프로이센과 오스트리아의 독독대결체제
프랑스에서 루이 14세가 등장했을 무렵, 동쪽에서는 프로이센이 흥기하고 있었다. 합스부르크 황제들은 자기 가문의 세습영지(합스부르크 군주국)를 통해 여기에 대항하려 했는데, 합스부르크가의 영지 중에는 신성로마제국에 속하지 않는 영토도 있었다. 18세기 내내 합스부르크가는 에스파냐 계승전쟁, 폴란드 계승전쟁, 오스트리아 계승전쟁 등 온갖 전쟁에 휘말렸다. 1740년 이후 신성로마제국의 역사는 오스트리아와 프로이센 사이의 독독대결체제로 서술된다.

#### 신성 로마 제국의 해체와 그 이후

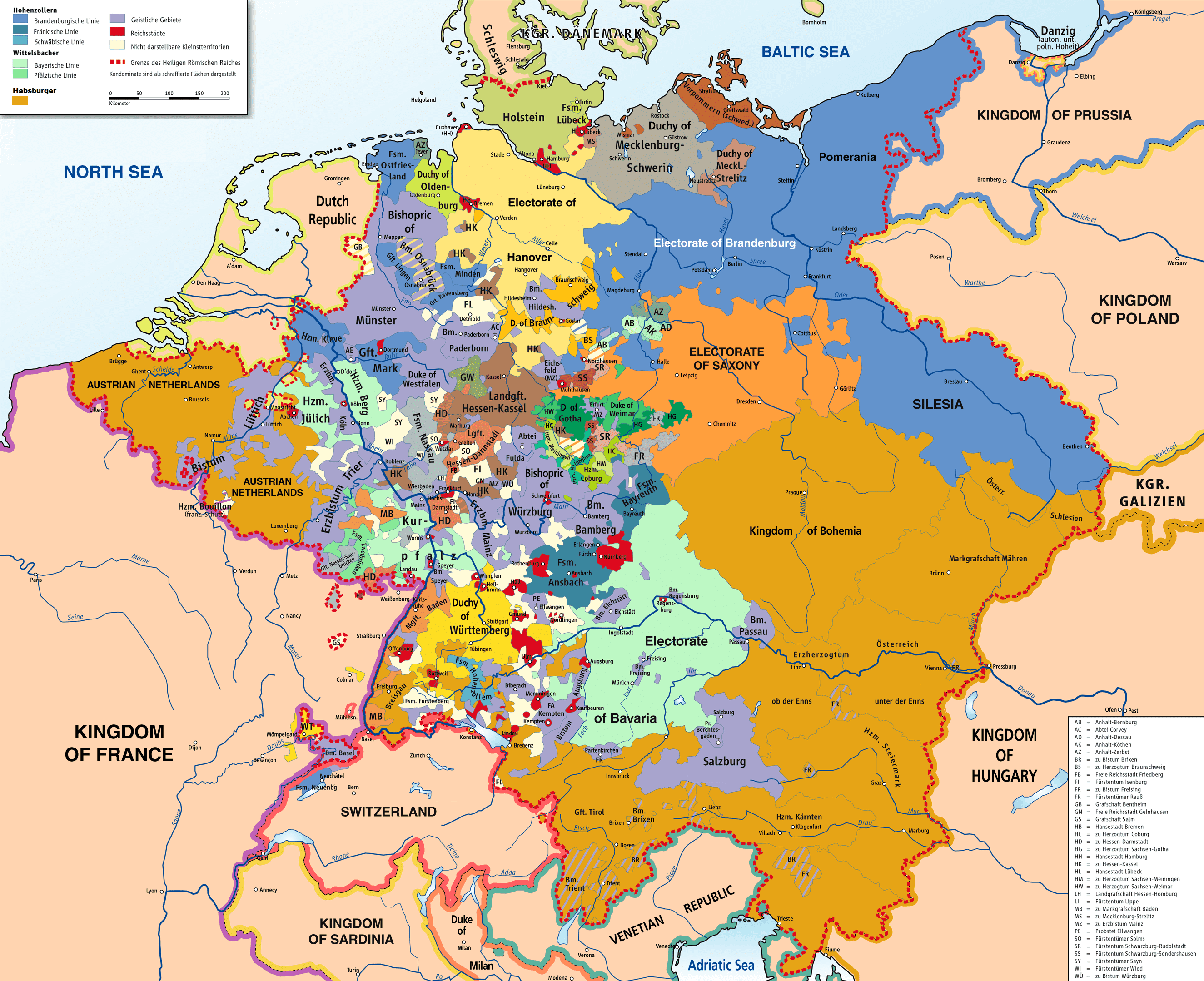
프랑스 혁명 전야 1789년의 신성로마제국.

프랑스 혁명이 일어나고 1792년 이후 프랑스 혁명정부는 신성로마제국의 여러 영방들과 간헐적으로 전쟁을 벌였다(프랑스 혁명전쟁).
1795년에서 1814년 사이 신성로마제국은 독일 합병이라는 부신화, 세속화 과정을 겪었다. 이 과정의 후반기는 프랑스 혁명 및 나폴레옹 시기와 겹친다. "부신화"란 소형 제국정치체들에게 일부 권리를 남겨주면서 통폐합하는 구조조정이었다. 예컨대 제국기사들의 봉읍은 1803년 전까지 이미 대형 영방국가들에게 먹혔고 1806년 공식적으로 통폐합되었다(기사쇄도). 한편 "세속화"란 주교후나 수도원장후 같은 교권제후들을 날리고 그들의 봉읍을 세속제후들의 봉읍으로 통페합시킨 것을 말한다.
마지막 신성 로마 황제 프란츠 2세(1804년 이후로는 오스트리아 제국의 프란츠 1세)가 아우스터리츠 전투에서 나폴레옹 1세의 프랑스군에게 대패를 당한 뒤 프레스부르크 조약을 맺음으로써 1806년 8월 6일 신성로마제국이 해체되었다. 나폴레옹은 신성로마제국의 옛 서부 영방들을 잔뜩 뜯어가서 프랑스의 괴뢰국인 라인 동맹을 만들었다. 제국은 망했지만 프란츠의 합스부르크로트링겐가는 살아남아 오스트리아 황제이자 헝가리 사도왕으로서 명맥을 이어나갔다. 합스부르크로트링겐가는 제1차 세계대전 패배로 인해 1918년 합스부르크 제국이 완전히 해체될 때에야 모든 작위와 영토를 잃는다.
1815년 나폴레옹이 망한 뒤 라인 동맹은 독일 연방으로 대체되었고, 1866년 프로이센이 탈퇴하여 북독일 연방을 결성했다. 북독일 연방은 독일 제국의 전신이 되어 1871년 오스트리아와 스위스를 제외한 모든 독일어권 지역을 프로이센의 영도하에 통일시켰다. 그리고 이 독일 제국이 오늘날의 독일연방공화국의 전신이 된다.
현재까지 주권국가로서 명맥을 잇고 있는 신성로마제국 영방국가는 리히텐슈타인 후국 뿐이다. 범위를 조금 넓혀 보면 독일연방공화국의 가맹주로서 존재하는 함부르크와 브레멘 자유시도 존속중인 영방국가라고 할 수 있다. 그 외의 모든 영방국가들은 해체되거나 공화국으로 대체되어 이제는 흔적도 찾을 수 없다.

## 제도
신성로마제국은 오늘날의 국가들 같은 고도중앙집권국가가 아니었다. 처음에는 수십 개, 말기에는 수백 개의 정체들로 갈라져 있었고, 각 정체들마다 국왕, 공작, 후작, 백작, 주교후, 수도원장후 등 군주들이 존재했다. 이들을 집합적으로 제후(독일어: Fürst, 영어: Prince)라고 한다. 신성로마황제의 직접 통치를 받는 영토들도 있었지만 소수였고, 신성로마황제는 단 한 번도 독단적으로 제국을 다스릴 수 있었던 적이 없었다. 황제의 권력은 수많은 제후들에 의해 일부 제한되었다.
중세 성기 이후 신성로마제국은 권력을 도모하는 지방 제후들과의 불안한 공존으로 특징지어진다. 같은 시기의 프랑스나 잉글랜드보다 그 정도가 심하여, 신성로마황제는 자신들이 공식적으로 소유한 영토 밖에서는 충분한 통제력을 확보할 수 없었다. 황제들은 폐위되지 않기 위해 지방에 점점 더 많은 자치권을 양보해야 했다. 이 황권의 약화는 11세기 서임권 투쟁으로 시작되어 17세기 베스트팔렌 조약으로 황제의 패배로 끝난다. 많은 황제들이 이 거대한 흐름을 거스르고 중앙집권을 시도했으나 교황청과 제후들의 견제로 인해 번번히 실패로 끝났다.

### 제국정치체
제국의회에 출석하는 제국정치체(Reichsstand)가 되기 위해서는 봉건법에 따라 신성로마황제 외의 다른 상급귀족의 봉신이 아니어야 한다. 즉, 신성로마황제의 직속 봉신들의 봉읍국들이 제국정치체가 된다. 제국정치체에는 다음과 같은 형태들이 있었다.
- 세습귀족(대공, 공작, 후작, 백작 등)이 다스리는 봉읍.
- 성직자(대주교, 주교, 수도원장 등)가 세속권세를 겸하는 봉읍. 이렇게 세속봉읍을 가진 성직자를 주교후라고 한다. 주교후국들은 대개 교구 안에 완전히 들어왔고, 그래서 교구의 책임자인 주교가 주교후국에 대해 민사와 종무 양면에 완전한 권력을 행사했다. 쾰른, 트리어, 마인츠에는 대주교후가 있었다.
- 자유제국도시와 제국촌락. 다른 귀족 없이 황제의 직속 영토로 딸리는 읍락들.
- 제국기사 및 제국백의 봉읍. 이들은 황제의 직속 봉신이었으나 제국의회에 출석하지는 못했다.

제국의회에 출석하는 제국정치체의 수는 매우 많았다. 베스트팔렌 조약에 참여한 국가만 해도 300여 개였다. 이 중 소국가(클라인슈타터라이)들은 크기가 불과 수 평방마일에 불과했고, 한 국가의 영토들이 연결되지 않는 월경지 따위가 널려 있어서 종종 신성로마제국은 조각보(Flickenteppich)라고 불렸다. 지도가 마치 천조각들을 누덕누덕 기운 것과 같은 지경이라는 뜻이었다.
제국정치체는 총 1,500 여개가 있었던 것으로 확인된다. 1792년 기준 그 목록은 제국의회 대표자 목록 (1792년) 참조.

### 로마인의 왕

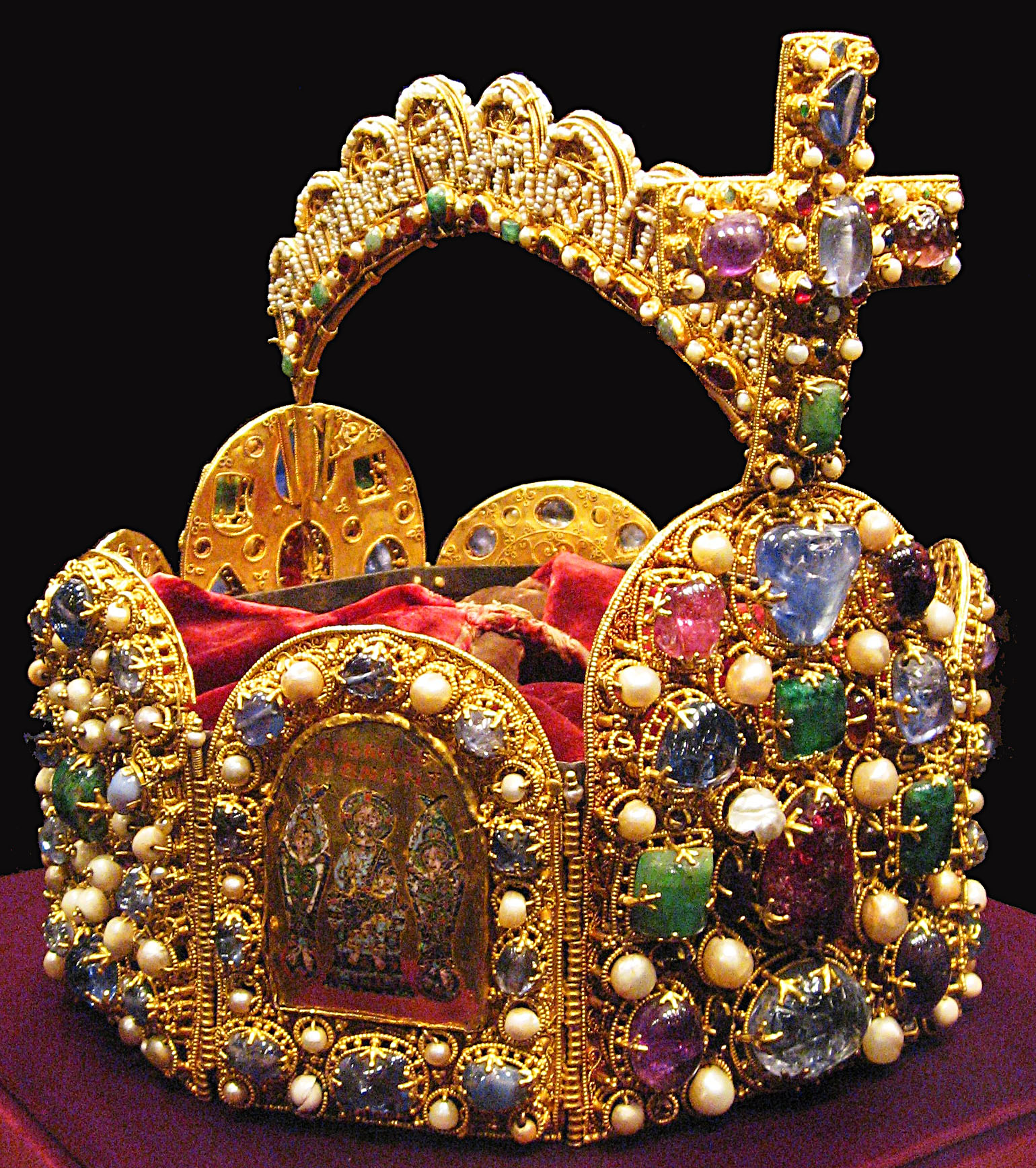
제국관(10세기 하반기 제작). 현재 오스트리아 빈 황실내탕고에 소장.

독일 왕국은 9세기부터 독일왕을 선거로 뽑았다. 그 때 투표권을 행사한 것은 왕국을 구성하는 5대 게르만족(로트링겐의 잘리어 프랑크인, 프랑켄의 리푸아리 프랑크인, 색슨인, 바바리인, 슈바벤인)의 지도자들이었다. 신성로마제국에서는 유력 공작들과 대주교후들이 유망한 차기 황제를 "로마인의 왕(라틴어: Rex Romanorum 렉스 로마노룸[*], 독일어: römischer König 뢰미셔 쾨니히[*])"으로 선출했다. 피선거인은 선거권자들에게 땅이나 돈을 떼어줌으로써 표를 확보했다.
1356년, 카를 4세가 금인칙서를 발표하여 황제 선거권이 있는 선제후를 7명으로 제한했다. 여기서 규정된 선거권자는 보헤미아 국왕, 라인 궁정백, 작센 공작, 브란덴부르크 변경백, 쾰른 대주교후, 마인츠 대주교후, 트리어 대주교후였다. 30년 전쟁 와중 바이에른 공작이 8번째 선제후로 추가되었고, 그 뒤 브라운슈바이크뤼네부르크 공작이 9번째 선제후가 되었다. 나폴레옹 전쟁 때 나폴레옹이 자기 편에 선 독일 제후국들을 멋대로 선제후로 승격해 주었지만, 이 새로운 선제후들이 선거에 참여해 보기도 전에 제국이 해체되었다.
이렇게 왕으로 선출되고 나면 로마인의 왕은 이론적으로는 교황에게 대관을 받은 뒤에야 "황제" 작위를 주장할 수 있었다. 많은 경우 로마인의 왕 선출로부터 황제 대관까지 여러 해가 걸렸는데, 대개 그 원인은 북이탈리아 지방의 반란 진압이었고, 심지어 교황 본인과 대립하면서 대관을 못 받기도 했다. 후기의 황제들은 교황의 대관식을 아예 무시해 버리고 "선출황제(Emperor-Elect)"라는 작호로 만족했다. 교황에게 대관을 받은 마지막 황제는 1530년 대관받은 카를 5세였다.
황제가 되려면 남성이어야 하고 또한 귀족이어야 했다. 천주교도여야 한다는 법은 없었다. 그러나 선제후 대부분이 천주교도였기에 개신교도 황제가 선출된 적은 한 번도 없다. 피선거인이 독일인이어야 하는지, 어느 정도까지 독일인이어야 하는지는 선제후들 사이에 종종 논쟁거리가 되었다. 중세에는 독일 출신이 아닌 왕, 황제가 독일에서 즉위하기도 했지만, 르네상스 시대 이후로는 독일인의 황제 노릇을 하기 위해서는 독일적 유산을 따르는 것이 필수적이라고 여겨지게 되었다.

### 제국의회

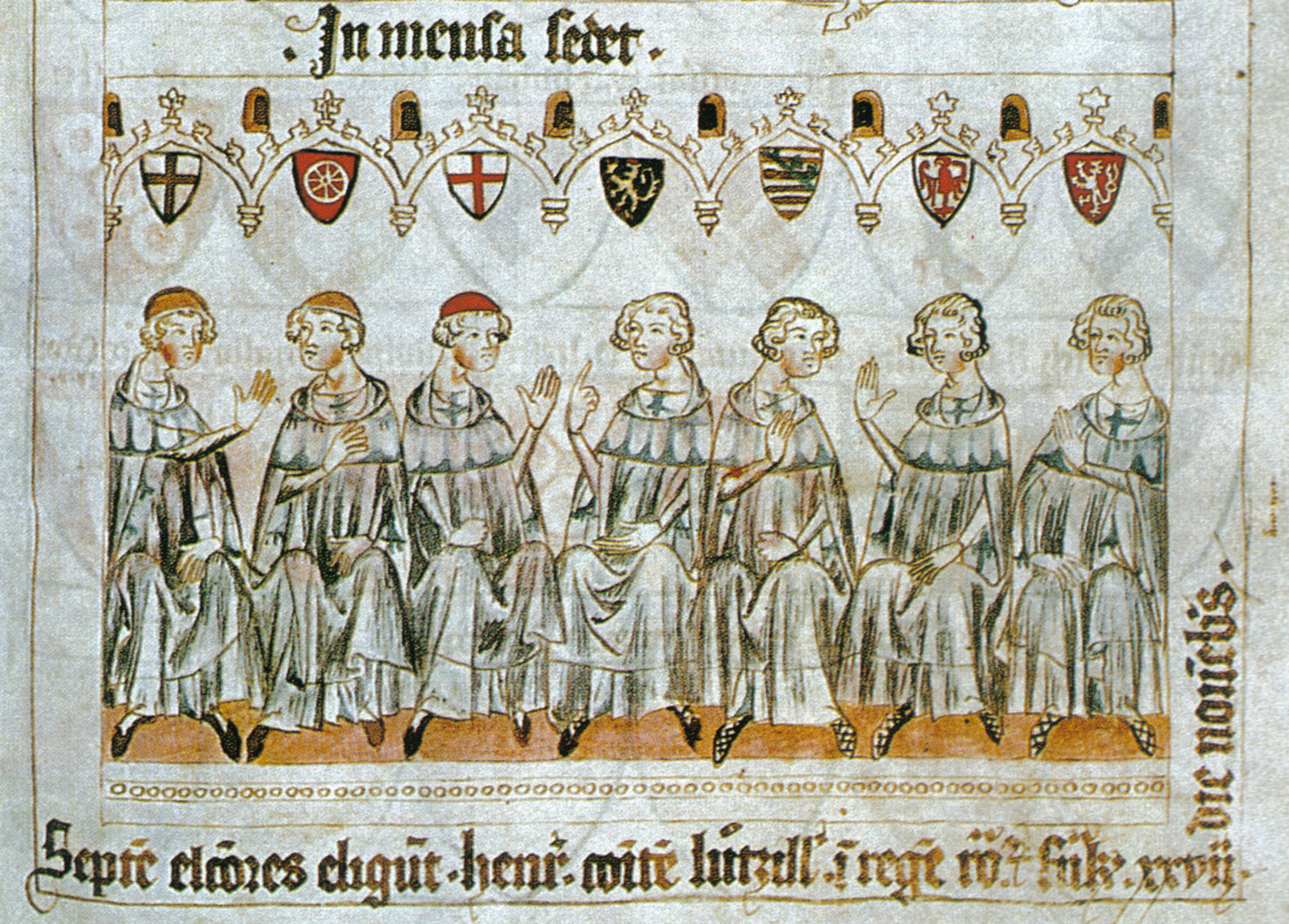
7대 선제후

제국의회(독일어: Reichstag 라이히스탁[*])는 이름은 의회지만 근현대의 의회 같은 입법부가 아니었다. 그보다는 대표자들이 모여서 주요 사안에 대한 협상을 하는 포럼 같은 공간이었다. 이론적으로는 의회가 황제보다 지위가 높았다. 의회는 3개 급으로 나뉘었다. 1급은 선제후단으로, 로마인의 왕 선출에 선거권을 가진 선제후들로 이루어져 있었다. 2급은 제후단으로 선제후를 제외한 다른 열후들로 이루어졌다. 제후단은 다시 세속제후와 성직제후들로 내부적으로 나뉘었다. 고급 귀족들은 자기 개인 표를 행사했지만 하급 귀족들은 지역별로 모여서 "선거인단"을 구성했다. 그리고 각 선거인단이 집합적으로 한 표를 행사했다.
3급은 자유제국도시단이었다. 도시단은 슈바벤 선거인단과 라인 선거인단으로 나뉘었다. 이렇게 표가 적은 만큼 도시단은 다른 선거인단들에 비해 힘이 적었다. 자유도시들이 의회에 대표자를 내보낼 수 있게 된 것 자체가 중세 후기에야 가능해진 것이었다. 그러다 1648년 30년 전쟁 종전으로 베스트팔렌 조약이 체결되면서 비로소 자유시들의 의회 참여가 공식적으로 인정되었다.

### 군대
신성 로마 제국은 각 영방국가의 군대가 일시적으로 모이는 봉건군대를 갖고 있다.

## 인구
신성 로마 제국의 인구 통계는 매우 모호하고 다양하다. 카롤루스 제국의 인구는 2천만 명이 넘었을 것으로 예상된다. 신성 로마 제국의 후기에 정치적 분열기를 감안했을 때, 인구 수치를 집계할 중앙 기관은 존재하지 못했다. 그럼에도 불구하고, 30년 전쟁으로 인한 인구학적 재앙은, 18세기 초 신성 로마 제국의 인구가 17세기 초 인구와 비슷했을 것이라고 추정할 수 있게 해 준다. 어떤 자료에서는 1750년까지 1618년의 인구가 그대로 유지되었다고 추정했다.
17세기 초 신성 로마 제국의 선제후국이 통치하는 제국 신민의 인구는 다음과 같았다.
- 합스부르크 왕가: 5,350,000명 (보헤미아 왕관령의 300만 명 포함)[73]
- 작센 선제후국: 1,200,000명
- 바이에른 공국(이후 바이에른 선제후국): 800,000명
- 팔츠 선제후국: 600,000명
- 브란덴부르크 선제후국: 350,000명
- 마인츠, 트리어, 쾰른 선제후국: 총 300,000~400,000명[74]

선제후국은 아니었지만, 스페인 합스부르크 왕가는 제국 내에서 오스트리아 합스부르크 왕가 제국 다음으로 많은 신민을 통치하였으며, 17세기 초에는 부르군트 관구와 밀라노 공국에만 300만 명 이상이 살았다.
피터 윌슨은 1700년 신성 로마 제국의 인구를 2,500만 명으로, 그 중 이탈리아에서 사는 인구를 500만 명 정도로 추정했다. 또한, 그는 1800년까지의 제국의 인구를 2,900만 명(이탈리아 제외)로, 제국 외부의 오스트리아와 프로이센에서 나머지 1,260만 명이 살았을 것으로 추정하였다.
1700년대~1710년대 오스트리아 전쟁 기록 보관소의 인구 추산 통계는 기준이 지나치게 관대하다는 점이 있으나, 보헤미아와 스페인령 네덜란드를 제외하고 신성 로마 제국의 인구를 2,800만 명으로 추정하였으며, 그 비중은 다음과 같았다.
- 총 국토의 14%를 차지하고 인구의 12%를 차지하는 65개의 교회 주
- 총 국토의 80%를 차지하고 인구의 80%를 차지하는 45개의 왕조의 공국
- 총 국토의 3%를 차지하고 인구의 3.5%를 차지하는 60개의 도시 공국과 군주국
- 총 국토의 1%를 차지하고 인구의 3.5%를 차지하는 60개의 도시
- 총 국토의 2%를 차지하고 인구의 1%를 차지하는 수백 명의 제국기사단

독일의 인구 통계학적 역사가들은 전통적으로 1871년이나 1914년 독일 영토 내에서 추정된 인구 자료를 기반으로 신성 로마 제국의 인구 추정치를 연구해 왔다. 이러한 독일 역사가들의 자료에 비해 최근의 자료들은 이것들보다 덜 오래된 자료를 사용하지만 이러한 자료들은 모두 추측에 불과하다. 1870년 독일 인구를 기반으로 한 인구 추정지에서는 1600년 경에 약 1,500만~1,700만 명의 인구가 있었지만, 1650년(30년 전쟁 이후)에는 약 1,000만 명~1,300만 명으로 추정하고 있다. 초기 근대 제국의 인구를 추정하는 역사가들은 1650년 인구가 2,000만 명에서 1,600만~1,700만 명으로 줄어들었다고 추측하고 있다.
1800년경 집계된 추산자료에서는 신성로마제국의 인구가 2,700만 명~2,800만 명이라고 추정했다. 이 시점에서 이미 신성 로마 제국은 나머지 저지대 국가와 이탈리아 지역, 1797년 캄포포르미오 조약 체결로 라인 강 좌안의 영토를 잃은 상황이었다. 당시 통계자료를 전반적으로 요약하면 다음과 같다.
- 오스트리아 인구 900만 명(셀레시아와 모라비아, 보헤미아 포함)
- 프로이센 인구 400만 명
- 기타 영토 인구 1,400만~1,500만 명

### 내용주
1. ↑  몇몇 역사학자들은 800년 프랑크 왕 카롤루스 대제가 서로마 제국의 황제가 되었다는 점에서 신성 로마 제국의 첫 황제로 생각한다. 다른 역사학자들은 동프랑크 왕 오토 1세가 신성 로마 제국 황제로 즉위한 962년을 신성 로마 제국의 시작으로 보기도 한다. 대한민국의 경우, 다수가 후자의 학설을 채택하고 있다.
2. ↑  
라틴어: Sacrum Romanum Imperium 사크룸 로마눔 임페리움[*]
독일어: Heiliges Römisches Reich; 하일리게스 뢰미셰스 라이히[*]
이탈리아어: Sacro Romano Impero 사크로 로마노 임페로[*]
영어: Holy Roman Empire
3. 1 2  
독일어: Heiliges Römisches Reich  Deutscher Nation 하일리게스 뢰미셰스 라이히 도이체 나티온[*]
라틴어: Imperium Romanum Sacrum Nationis Germanicæ 임페리움 로마눔 사크룸 나티오니스 게르마니케[*]
영어: Holy Roman Empire of the German Nation
4. ↑  카롤루스와 그의 후계자들은 황제라는 칭호를 다양하게 불렀지만, 983년 오토 2세가 황제가 되기 전까지는 누구도 스스로를 '로마의 황제'라는 칭호를 쓰지 않았다. “Nature of the empire”. 《Encyclopædia Britannica Online》. 2014년 2월 15일에 확인함.
5. ↑  직역으로는 '전체 왕국'으로, '지역 왕국'과 반대되는 용어이다.
6. ↑  원문: "Ce corps qui s’appelait et qui s’appelle encore le saint empire romain n’était en aucune manière ni saint, ni romain, ni empire."
7. ↑  독일 왕국을 중심으로 서유럽의 패권 국가가 되었다
8. ↑  원문: Consequently, Henry I and Otto I, did not begin de novo to develop a military, administrative, and intellectual infrastructure for their kingdom and empire. They built upon the existing structures that they had inherited from their Carolingian predecessors. An argument for continuity should not, however, be confused with a claim for stasis. The Ottonians, just like their Carolingian predecessors, developed and refined their material, cultural, intellectual, and administrative inheritance in ways that fit their own time. It was the success of the Ottonians in molding the raw materials bequeathed to them into a formidable military machine that made possible the establishment of Germany as the preeminent kingdom in Europe from the tenth through the mid-thirteenth century [...] the Carolingians built upon the military organization that they had inherited from their Merovingian and ultimately late-Roman predecessors.
9. ↑  추정치에서 135만 명이 밀라노 공국의 인구로 분류되었다.(Smith 1920, 19쪽)
10. ↑  추정치에서 현대의 벨기에와 네덜란드 지역에 각각 160만 명과 150만 명의 인구가 분류되었다.(Avakov 2015)

### 참조주
1. ↑  Brady 2009, 211쪽.
2. ↑  Pavlac & Lott 2019, 249쪽.
3. ↑  Wissenschaften, Neuhausener Akademie der (2021). 《Beiträge zur bayerischen Geschichte, Sprache und Kultur》 (독일어). BoD – Books on Demand. 106쪽. ISBN 978-3-0006-9644-2.
4. ↑  Schmitt, Oliver Jens (2021). 《Herrschaft und Politik in Südosteuropa von 1300 bis 1800》 (독일어). Walter de Gruyter GmbH & Co KG. 659쪽. ISBN 978-3-1107-4443-9.
5. ↑  Buchmann, Bertrand Michael (2002). 《Hof, Regierung, Stadtverwaltung: Wien als Sitz der österreichischen Zentralverwaltung von den Anfängen bis zum Untergang der Monarchie》 (독일어). Verlag für Geschichte und Politik. 37쪽. ISBN 978-3-4865-6541-6.
6. ↑  Klopstock, Friedrich Gottlieb (1974). 《Werke und Briefe: historisch-kritische Ausgabe》 (독일어). W. de Gruyter. 999쪽. 2022년 2월 6일에 확인함.
7. ↑  Pihlajamäki, Heikki; Dubber, Markus D.; Godfrey, Mark (2018). 《The Oxford Handbook of European Legal History》 (영어). Oxford University Press. 762쪽. ISBN 978-0-1910-8838-4. 2022년 2월 6일에 확인함.
8. ↑  Perry, Marvin; Chase, Myrna; Jacob, James; Jacob, Margaret; Daly, Jonathan W. (2015년 1월 1일). 《Western Civilization: Ideas, Politics, and Society》 (영어). Cengage Learning. ISBN 9781305445475.
9. ↑  Coy, Jason Philip; Marschke, Benjamin; Sabean, David Warren (2010년 10월 1일). 《The Holy Roman Empire, Reconsidered》 (영어). Berghahn Books. 2쪽. ISBN 978-1-84545-992-5. 2022년 2월 6일에 확인함.
10. ↑  “Holy Roman Empire”. 《Encyclopædia Britannica Online》. 2014년 2월 15일에 확인함.
11. ↑  “Charlemagne”. 《History》. 2009년 11월 9일. 2022년 9월 6일에 원본 문서에서 보존된 문서. 2022년 9월 19일에 확인함.
12. ↑  Cantor 1993, 212–215쪽.
13. 1 2  Gascoigne, Bamber. “History of the Holy Roman Empire”. 《HistoryWorld》.
14. ↑  Davies 1996, 316–317쪽.
15. ↑  Peters, Edward (1977). 《Europe: the World of the Middle Ages》 (영어). Prentice-Hall. 418쪽. ISBN 978-0-13-291898-5. 2022년 2월 6일에 확인함.
16. ↑  Weiler, Björn K. U.; MacLean, Simon (2006). 《Representations of Power in Medieval Germany 800-1500》 (영어). Isd. 126쪽. ISBN 978-2-503-51815-2. 2022년 3월 9일에 확인함.
17. ↑  Loud, Graham A.; Schenk, Jochen (2017년 7월 6일). 《The Origins of the German Principalities, 1100-1350: Essays by German Historians》 (영어). Taylor & Francis. 49쪽. ISBN 978-1-317-02200-8. 2022년 3월 9일에 확인함.
18. ↑  Streissguth, Tom (2009년 6월 24일). 《The Middle Ages》 (영어). Greenhaven Publishing LLC. 154쪽. ISBN 978-0-7377-4636-5. 2022년 6월 29일에 확인함.
19. ↑  Wilson 1999, 18쪽.
20. 1 2 3 4  Whaley 2012a, 17–21쪽.
21. ↑  Bryce 1899, 2–3쪽.
22. 1 2  Garipzanov 2008.
23. ↑  Breverton 2014, 104쪽.
24. 1 2  Johnson 1996, 23쪽.
25. ↑  Wilson 2016b, 79쪽.
26. ↑  Brady 2009, 104–106쪽.
27. 1 2  Wilson 1999, 2쪽.
28. 1 2  Whaley 2011, 17쪽.
29. ↑  Moraw 1999, col. 2025–2028.
30. ↑  Whaley 2011, 19–20쪽.
31. ↑  “német-római birodalom – Magyar Katolikus Lexikon”. 《lexikon.katolikus.hu》. 2022년 8월 3일에 확인함.
32. ↑  Wilson 2006, 719쪽.
33. ↑  Voltaire 1773, 338쪽.
34. ↑  Jorio & Braun 2016.
35. ↑  Lauryssens 1999, 102쪽.
36. ↑  Bachrach, David S. (2014). 《Warfare in Tenth-Century Germany》 (영어). Boydell & Brewer Ltd. 3,5,12,60,73,103,180,254쪽. ISBN 978-1-84383-927-9. 2022년 7월 31일에 확인함.
37. ↑  Brown, Warren (February 2015). “Warfare in Tenth-Century Germany [Book Review]”. 《Early Medieval Europe》 23 (1): 117–120. doi:10.1111/emed.12090. ISSN 0963-9462. 2022년 7월 31일에 원본 문서에서 보존된 문서. 2022년 7월 31일에 확인함.
38. ↑  Brown, Warren (February 2015). “Warfare in Tenth-Century Germany [Book Review]”. 《Early Medieval Europe》 23 (1): 117–120. doi:10.1111/emed.12090. 2022년 7월 31일에 원본 문서에서 보존된 문서. 2022년 7월 31일에 확인함.
39. ↑  Bryce 1899, 183쪽.
40. ↑  “Italy in the 14th and 15th centuries”. 《Encyclopædia Britannica Online》. 2020년 12월 18일에 확인함.
41. ↑  Matthew Innes, State and Society in the Early Middle Ages: The Middle Rhine Valley, 400–1000 (Cambridge, 2004), pp.167–170.
42. ↑  Bryce (1913), p.35.
43. ↑  Davies (1996), pp.232, 234.
44. ↑  Bryce (1913), pp.35–36,38.
45. ↑  Rosamond McKitterick, The Frankish Kingdoms under the Carolingians, 751–987 (1983), pp.48–50.  - Questia 경유 (구독 필요)
46. ↑  Encyclopædia Britannica, France/Pippin III
47. ↑  Bryce (1913), pp.38–42.
48. ↑  Johnson (1996), p.22.
49. ↑  George C. Kohn, Dictionary of Wars (2007), pp.113–114.
50. ↑  Bryce, pp.44,50–52
51. ↑  McKitterick (1983), p.70.
52. ↑  Paul Collins, The Birth of the West: Rome, Germany, France, and the Creation of Europe in the Tenth Century (New York, 2013), p.131.
53. 1 2 3  Taylor, Bayard; Hansen-Taylor, Marie (1894). 《A history of Germany from the earliest times to the present day》. New York: D. Appleton & Co. 117쪽.
54. ↑  Robert S. Hoyt and Stanley Chodorow, Europe in the Middle Ages (Harcourt brace Jovanovich, Inc., 1976) p. 197.
55. 1 2 3 4  Magill, Frank (1998). 《Dictionary of World Biography》 II. London: Fitzroy Dearborn.
56. 1 2 3  Cantor, Norman F. (1994). 《The Civilization of the Middle Ages》. Harper Perennial. ISBN 978-0-06-092553-6.
57. ↑  Brockmann, Stephen (2006). 《Nuremberg: The imaginary capital》. Rochester, NY: Camden House. 15쪽. ISBN 1-57113-345-3.
58. ↑  Richard P. McBrien, Lives of the Popes: The Pontiffs from St. Peter to Benedict XVI, (HarperCollins Publishers, 2000), 138.
59. ↑  Sladen, Douglas Brooke Wheelton. 《How to See the Vatican》.
60. 1 2 3 4 5 6 7  Barraclough, Geoffrey (1984). 《The Origins of Modern Germany》. New York: W. W. Norton & Co. Inc. ISBN 978-0-393-30153-3.
61. ↑  Smail, Daniel Lord. Gibson, Kelly. Vengeance in Medieval Europe: A Reader University of Toronto Press, 1 Jan. 2009 ISBN 978-1442601260 p 156
62. ↑  Luscombe, David. Riley-Smith, Jonathan. The New Cambridge Medieval History: Volume 4, C.1024-c.1198 Cambridge University Press, 14 okt. 2004. ISBN 978-0521414111. p. 398.
63. ↑  Hunyadi, Zsolt. Laszlovszky, József. The Crusades and the Military Orders: Expanding the Frontiers of Medieval Latin Christianity (Volume 1 of CEU Medievalia Series) Central European University Press, 2001 ISBN 978-9639241428 p 129
64. ↑  “Goldene Bulle (Zeumer, 1908) – Wikisource”. 《de.wikisource.org》 (라틴어). 2016년 4월 6일에 확인함. Quapropter statuimus, ut illustrium principum, puta regis Boemie, comitis palatini Reni, ducis Saxonie et marchionis Brandemburgensis electorum filii vel heredes et successores, cum verisimiliter Theutonicum ydioma sibi naturaliter inditum scire presumantur et ab infancia didicisse, incipiendo a septimo etatis sue anno in gramatica, Italica ac Sclavica lingwis instruantur, ita quod infra quartum decimum etatis annum existant in talibus iuxta datam sibi a Deo graciam eruditi.
65. ↑  Žůrek, Václav (2014년 12월 31일). “Les langues du roi. Le rôle de la langue dans la communication de propagande dynastique à l’époque de Charles IV”. 《Revue de l'IFHA. Revue de l'Institut français d'histoire en Allemagne》 (프랑스어). 2016년 4월 22일에 원본 문서에서 보존된 문서. 2016년 4월 6일에 확인함.
66. ↑  Historical Dictionary of the Reformation and Counter-Reformation by Mullett, Michael (Scarecrow Press, 30 Apr. 2010 ISBN 978-0810873933 p 81).
67. ↑  Die Reichs-Matrikel aller Kreise Nebst den Usual-Matrikeln des Kaiserlichen und Reichskammergerichts, Ulm 1796.
68. ↑  Caspar Hirschi, Wettkampf der Nationen, Wallstein Verlag 2005, Göttingen, p. 393–399.
69. ↑  Klaus Malettke, Les relations entre la France et le Saint-Empire au XVIIe siècle, Honoré Champion, Paris, 2001, p. 22.
70. ↑  Fried 2016, 56쪽.
71. ↑  Parker 2008, 1058쪽.
72. ↑  Wilson 2009, 18–23쪽.
73. ↑  Wilson, p. 788
74. ↑  Wilson 2009, 17쪽.
75. ↑  Wilson 2016, 496쪽.
76. ↑  Benecke 1974, 162쪽.
77. ↑  Whaley 2012a, 633쪽.
78. ↑  Whaley 2012b, 351쪽.

### 참고 문헌
- Angermeier, Heinz (1984). 《Die Reichsreform 1410–1555: die Staatsproblematik in Deutschland zwischen Mittelalter und Gegenwart》 (독일어). C.H. Beck. ISBN 978-3-406-30278-7.
- Arnold, Benjamin (1995). 〈14 The Western Empire 1125-1197〉.   Luscombe, David; Riley-Smith, Jonathan. 《The New Cambridge Medieval History, Volume 4: C.1024-c.1198, Part 2》 4. doi:10.1017/CHOL9780521414111.016. ISBN 9780521414111.
- Avakov, Alexander V. (2015). 《Two Thousand Years of Economic Statistics》 1. New York: Algora.
- Barker, Ernest (1911). 〈Imperial Chamber〉.   Chisholm, Hugh. 《브리태니커 백과사전》 14 11판. 케임브리지 대학교 출판부. 341–342쪽.
- Barraclough, Geoffrey (1984). 《The Origins of Modern Germany》. New York: W. W. Norton & Co. Inc. ISBN 978-0-393-30153-3.
- Benecke, G. (1974). 《Society and Politics in Germany, 1500–1750》. Routledge & Kegan Paul.
- Berenger, Jean; Simpson, C.A. (2014). 《A History of the Habsburg Empire 1273–1700》. Routledge. 120, 121쪽. ISBN 9781317895701. 2021년 10월 5일에 원본 문서에서 보존된 문서. 2021년 10월 5일에 확인함.
- Brady, Thomas A. Jr (2009). 《German Histories in the Age of Reformations, 1400–1650》 (영어). Cambridge University Press. 104–106, 116쪽. ISBN 978-1-139-48115-1. 2022년 2월 5일에 확인함.
- Breverton, Terry (2014). 《Everything You Ever Wanted to Know About the Tudors but Were Afraid to Ask》. Amberley Publishing. ISBN 9781445638454.
- Brockmann, Stephen (2006). 《Nuremberg: The imaginary capital》. Rochester, NY: Camden House. ISBN 978-1-57113-345-8.
- Bryce, James (1899). 《The Holy Roman Empire》. Macmillan.
- Cantor, Norman F. (1993). 《The Civilization of the Middle Ages》. Harper Perennial. ISBN 978-0-06-092553-6.
- Cipolla, Carlo M. (1981). 《Fighting the Plague in Seventeenth Century Italy》. Madison: University of Wisconsin Press.
- Claus, Edda (1997). 《The Rebirth of a Communications Network: Europe at the Time of the Carolingians》 (M.Sc). hdl:1866/803.
- Collins, Paul (2014). 《The Birth of the West: Rome, Germany, France, and the Creation of Europe in the Tenth Century》. ISBN 9781610393683.[깨진 링크(과거 내용 찾기)]
- Curtis, Benjamin (2013). 《The Habsburgs: The History of a Dynasty》. Bloomsbury. 36쪽.
- Corvisier, André; Childs, John (1994). 《'A dictionary of military history and the art of war》.
- Davies, Norman (1996). 《A History of Europe》. Oxford.
- de Las Cases, E.A.D. (1824). 《Journal of the Private Life and Conversations of the Emperor Napoleon at Saint Helena》. H. Colburn.
- Duffy, Eamon (1997). 《Saints & Sinners: A History of the Popes》. Yale University Press.
- Ehlers, Caspar; Flachenecker, Helmut; Päffgen, Bernd; Schieffer, Rudolf (2016). 《Die deutschen Königspfalzen》. Band 5: Bayern: Teilband 3: Bayerisch-Schwaben. Vandenhoeck & Ruprecht. ISBN 978-3-647-36523-7.
- Erbe, Michael (2000). 〈Urban〉. 《Die Habsburger 1493–1918》. Stuttgart: Kohlhammer Verlag. ISBN 3-17-011866-8.
- Flood, John (2011). 《Poets Laureate in the Holy Roman Empire: A Bio-bibliographical Handbook》. ISBN 9783110912746.
- Fried, Johannes (2016). 《Charlemagne》. Harvard University Press.
- Gagliardo, John H. (1980). 《Reich and Nation. The Holy Roman Empire as Idea and Reality, 1763–1806》. Indiana University Press.
- Garipzanov, Ildar H. (2008). 《The Symbolic Language of Authority in the Carolingian World (c.751–877)》. Leiden: Brill.
- Gumpelzhaimer, H.S.G. (1796). 《Reichs Matrikel aller Kreise: nebst Usual-Matrikeln des Kaiserlichen und ReichsKammergerichts, mit beygefügten Veränderungen》 (독일어). Ulm.
- Haffner, S. (2019). 《The Rise and Fall of Prussia》. Plunkett Lake.
- Hanlon, Gregory (2014). 《The Hero of Italy: Odoardo Farnese, Duke of Parma, his Soldiers, and his Subjects in the Thirty Years' War》. Routledge.
- Hardy, D. (2018). 《Associative Political Culture in the Holy Roman Empire: Upper Germany, 1346–1521》. Oxford Historical Monographs. OUP Oxford. ISBN 978-0-19-256217-3.
- Härter, Karl (2011). 〈The Permanent Imperial Diet in European Context, 1663–1806"〉.   R.J.W. Evans; Michael Schaich; Peter H. Wilson. 《The Holy Roman Empire, 1495–1806》. US: Oxford University Press. ISBN 978-0-19-960297-1.
- Herrmann, Joachim (1970). 《Die Slawen in Deutschland》 (독일어). Berlin: Akademie-Verlag GmbH.
- Heer, Friedrich (1967). 《The Holy Roman Empire》. New York: Frederick A. Praeger. ISBN 978-0-297-17672-5.
- Hirschi, Caspar (2005). 《Wettkampf der Nationen》. Göttingen: Wallstein Verlag.
- Hochedlinger, Michael; Mata, Petr; Winkelbauer, Thomas (2019). 《Verwaltungsgeschichte der Habsburgermonarchie in der Frühen Neuzeit》. Band 1: Hof und Dynastie, Kaiser und Reich, Zentralverwaltungen, Kriegswesen und landesfürstliches Finanzwesen. Vienna: Böhlau Verlag. ISBN 978-3-205-23246-9.
- Hoyt, Robert S.; Chodorow, Stanley (1976). 《Europe in the Middle Ages》. Harcourt brace Jovanovich.
- Hunyadi, Zsolt; Laszlovszky, József (2001). 《The Crusades and the Military Orders: Expanding the Frontiers of Medieval Latin Christianity》. ISBN 9789639241428.
- Innes, Matthew (2000). 《State and Society in the Early Middle Ages: The Middle Rhine Valley, 400–1000》. ISBN 9781139425582.
- Johnson, Lonnie (1996). 《Central Europe: Enemies, Neighbors, Friends》. ISBN 9780198026075.
- Jorio, Marco; Braun, Bettina (2016년 4월 25일), 〈Heiliges Römisches Reich〉, 《Historisches Lexikon der Schweiz (HLS)》, 2021년 9월 7일에 확인함
- Kleinhenz, Christopher (2004). 《Medieval Italy: An Encyclopedia》. ISBN 9781135948801. Otto can be considered the first ruler of the Holy Roman empire, though that term was not used until the twelfth century.
- Kohn, George C. (2006). 《Dictionary of Wars》. ISBN 9781438129167.
- Kurian, George Thomas (2010). 《The Encyclopedia of Christian Literature》. ISBN 9780810872837.
- Lauryssens, Stan (1999). 《The Man Who Invented the Third Reich: The Life and Times of Arthur Moeller van den Bruck》. Stroud: Sutton. ISBN 978-0-7509-1866-4.
- Legauy, Jean Pierre (1995). 〈6. Urban Life〉.   Jones, Michael C. E. 《The New Cambridge Medieval History, Volume 6, C.1300-c.1415》 6. ISBN 9780521362900.
- Magill, Frank (1998). 《Dictionary of World Biography》 II. London: Fitzroy Dearborn.
- Malettke, Klaus (2001). 《Les relations entre la France et le Saint-Empire au XVIIe siècle》 (프랑스어). Paris: Honoré Champion.
- McBrien, Richard P. (2000). 《Lives of the Popes: The Pontiffs from St. Peter to Benedict XVI》. HarperCollins.
- McKitterick, R. (2018). 《The Frankish Kingdoms Under the Carolingians 751–987》. Taylor & Francis. ISBN 978-1-317-87248-1.
- Moraw, Peter (1999) [1977]. 〈Heiliges Reich〉. 《Lexikon des Mittelalters》 4. Munich & Zürich: Artemis.
- Mullett, Michael (2010). 《Historical Dictionary of the Reformation and Counter-Reformation》. ISBN 9780810873933.
- Parker, Geoffrey (2008). “Crisis and catastrophe: The global crisis of the seventeenth century reconsidered”. 《American Historical Review》 113 (4): 1053–1079. doi:10.1086/ahr.113.4.1053.
- Pavlac, Brian A.; Lott, Elizabeth S. (2019). 《The Holy Roman Empire: A Historical Encyclopedia [2 volumes]》. ABC-CLIO. 143쪽. ISBN 9781440848568. 2021년 9월 21일에 원본 문서에서 보존된 문서. 2021년 9월 21일에 확인함.
- Rothbard, Murray N. (2009년 11월 23일). “The Great Depression of the 14th Century”. Mises Institute. 2019년 3월 14일에 확인함.
- Rothstein, Stanley William (1995). 《Class, Culture, and Race in American Schools: A Handbook》. Greenwood. ISBN 978-0-313-29102-9.
- Schindling, Anton (1986). “The Development of the Eternal Diet in Regensburg”. 《The Journal of Modern History》 58: 64–75. doi:10.1086/243149. S2CID 144471373.
- Schulze, Hans K. (1998). 《Grundstrukturen der Verfassung im Mittelalter》 [Basic structures of the constitution in the Middle Ages] (독일어). Bd. 3 (Kaiser und Reich). Stuttgart: Kohlhammer Verlag.
- Smail, Daniel Lord; Gibson, Kelly (2009). 《Vengeance in Medieval Europe: A Reader》. 156쪽. ISBN 9781442601260.
- Sladen, Douglas Brooke Wheelton (1914). 《How to See the Vatican》 – 위키문헌 경유.
- Smith, Preserved (1920). 《The Social Background of the Reformation》. Collier.
- Szepesi, Istvan (2015). “Reflecting the Nation: The Historiography of Hanseatic Institutions” (PDF). 《Waterloo Historical Review》 7. doi:10.15353/whr.v7.33. S2CID 148667574. 2021년 10월 17일에 원본 문서 (PDF)에서 보존된 문서. 2022년 8월 24일에 확인함.
- Taagepera, Rein (September 1997). “Expansion and Contraction Patterns of Large Polities: Context for Russia” (PDF). 《International Studies Quarterly》 41 (3): 494. doi:10.1111/0020-8833.00053. JSTOR 2600793.
- Tellier, Luc-Normand (2009). 《Urban World History: An Economic and Geographical Perspective》. ISBN 9782760522091.
- Taylor, Bayard; Hansen-Taylor, Marie (1894). 《A history of Germany from the earliest times to the present day》. New York: D. Appleton & Co. 117쪽.
- Voltaire (1773) [1756]. 〈Chapitre lxx〉. 《Essais sur les mœurs et l'ésprit des nations》 3 nouvelle판. Neuchâtel. 338쪽. Ce corps qui s'appelait, & qui s'appelle encore, le Saint-Empire Romain, n'était en aucune manière, ni saint, ni romain, ni empire
- Whaley, Joachim (2011년 11월 24일). 《Germany and the Holy Roman Empire: Volume II: The Peace of Westphalia to the Dissolution of the Reich, 1648–1806》 (영어). OUP Oxford. ISBN 978-0-19-162822-1. 2022년 2월 5일에 확인함.
- Whaley, Joachim (2012a). 《Germany and the Holy Roman Empire, Volume I: Maximilian I to the Peace of Westphalia, 1493–1648》 I. Oxford: OUP. ISBN 978-0-19-873101-6.
- Whaley, Joachim (2012b). 《Germany and the Holy Roman Empire, Volume II: The Peace of Westphalia to the Dissolution of the Reich, 1648–1806》 II. Oxford: OUP. ISBN 978-0-19-969307-8.
- Wilson, Peter H. (1999). 《The Holy Roman Empire, 1495–1806》. London: MacMillan.
- Wilson, Peter H. (2004). 《From Reich To Revolution: German History, 1558-1806》.
- Wilson, Peter H. (December 2006). “Bolstering the Prestige of the Habsburgs: The End of the Holy Roman Empire in 1806”. 《The International History Review》 28 (4): 709–736. doi:10.1080/07075332.2006.9641109. S2CID 154316830.
- Wilson, Peter H. (2009). 《Europe's Tragedy: A History of the Thirty Years War》. Allen Lane.
- Wilson, Peter H. (2016). 《Heart of Europe: A History of the Holy Roman Empire》. Belknap Press. ISBN 978-0674058095.
- Zeumern, Karl, 편집. (1908), 《Goldene Bulle》, Hermann Böhlaus
- Žůrek, Václav (2014년 12월 31일). “Les langues du roi. Le rôle de la langue dans la communication de propagande dynastique à l'époque de Charles IV” [The languages of the king. The role of language in dynastic propaganda communication during the time of Charles IV]. 《Revue de l'Institut Français d'Histoire en Allemagne》 (프랑스어) (6). doi:10.4000/ifha.8045.